# Großsteingräber bei Lüdelsen
Die Großsteingräber bei Lüdelsen sind eine Gruppe von sechs mehr oder minder erhaltenen megalithischen Grabanlagen der jungsteinzeitlichen Tiefstichkeramikkultur bei Lüdelsen, einer Ortschaft von Jübar im Altmarkkreis Salzwedel, Sachsen-Anhalt. Zwei weitere Gräber wurden im 19. Jahrhundert zerstört. Eventuell gab es ein neuntes Grab, worauf der Flurname „am Großen Stein“ hinweisen könnte. Die Gräber 3 und 6 wurden 2007 und 2009/10 unter Leitung von Denis Demnick archäologisch untersucht.

## Lage
Die Anlagen bei Lüdelsen bildeten ursprünglich drei Gruppen. Die erste befindet sich in einem Waldstück etwa 2,1 km östlich der Ortsmitte von Lüdelsen, nördlich der Straße nach Stöckheim. Diese Gruppe beschreibt eine etwa 200 m lange Linie und besteht aus den Anlagen 1 bis 5. Von diesen Gräbern ist Nr. 1 das östlichste. Etwa 70 m westsüdwestlich von diesem liegt Grab 5. Weitere 40 m westlich liegt Grab 4. Grab 3 liegt etwa 45 m westlich und Grab 2 40 m südsüdwestlich von diesem. Die Anlage 6 (das so genannte Königsgrab) liegt etwa 800 m westlich dieser Gruppe. Südlich der Straße lagen nahe beieinander die beiden zerstörten Gräber.
In der näheren Umgebung gibt es mehrere weitere Großsteingräber. 1,8 km ostnordöstlich von Grab 1 befindet sich das Großsteingrab Stöckheim und 3,2 km westnordwestlich von Grab 6 befinden sich die Großsteingräber bei Bornsen. Mehrere weitere, im 19. Jahrhundert zerstörte Gräber lagen östlich bei Nieps, Ahlum und Rohrberg.

## Forschungsgeschichte
Die Gräber wurden erstmals 1843 durch Johann Friedrich Danneil beschrieben. Eduard Krause und Otto Schoetensack stellten Anfang der 1890er Jahre bei einer erneuten Aufnahme der Großsteingräber der Altmark fest, dass die beiden südlichen Anlagen in der Zwischenzeit zerstört worden waren. Seit 1972 werden die erhaltenen Gräber durch den Verein „Junge Archäologen der Altmark“ jährlich gereinigt und von Bewuchs befreit. 2003–04 erfolgte eine weitere Aufnahme und Vermessung aller noch existierenden Großsteingräber der Altmark als Gemeinschaftsprojekt des Landesamts für Denkmalpflege und Archäologie Sachsen-Anhalt, des Johann-Friedrich-Danneil-Museums Salzwedel und des Vereins „Junge Archäologen der Altmark“. Hieran schloss sich ein Grabungsprojekt der Christian-Albrechts-Universität Kiel an, bei dem unter Leitung von Denis Demnick zwei Großsteingräber bei Lüdelsen archäologisch untersucht wurden, zunächst im Jahr 2007 Grab 3 und anschließend 2009 und 2010 Grab 6. Seit Mai 2011 sind alle Gräber bei Lüdelsen Stationen eines historisch-archäologischen Wanderwegs. Hierfür wurden die Anlagen nochmals ausgiebig gereinigt und mit Informationstafeln versehen.
Für die Gräber existieren zum Teil von der offiziellen Zählung abweichende Nummern. Für die beiden zerstörten Gräber werden im Folgenden die Nummern verwendet, mit denen Krause und Schoetensack sie versahen (kurz KS 135 und KS 136).
| offizielle Nr. | Danneil (1843) | Krause/ Schoetensack (1893) | Beier (1991) | Anmerkungen |
| -------------- | -------------- | --------------------------- | ------------ | ----------- |
| 1              | D 94           | 131                         | 1            |             |
| 2              | D 96           | 133                         | 3            |             |
| 3              | –              | –                           | 4            |             |
| 4              | D 95           | 132                         | 2            |             |
| 5              | D 97           | 134                         | 5            |             |
| 6              | D 100          | 137                         | 8            |             |
| –              | D 98           | 135                         | 6            | zerstört    |
| –              | D 99           | 136                         | 7            | zerstört    |

## Beschreibung

### Erhaltene Gräber

#### Grab 1

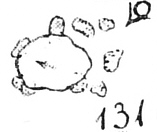
Grundriss des Grabes Lüdelsen 1 nach Krause/Schoetensack

Grab 1 ist einer der südlichsten Polygonaldolmen. Es liegt auf einem Hügel, der von Süden aus gemessen 1,8 m und von Norden aus gemessen 0,8 m Höhe erreicht. Seine Kanten sind angepflügt, wodurch er eine spitzovale Form besitzt. Das Grab besaß ursprünglich acht Wandsteine, von denen noch sechs erhalten sind. Der Deckstein hat die Maße 2,9 m × 2,2 m × 1,0 m. Auf dem Deckstein wurde eine Anzahl Schälchen eingetieft. Eine Grabeinfassung (Hünenbett) hat wahrscheinlich nie existiert. Die Grabkammer misst 2,5 m × 1,2 m und hat eine sichtbare Höhe von 0,6 m. Der Polygonaldolmen ist eine Unterart des Dolmen, der besonders in Dänemark, Schweden und Schleswig-Holstein vorkommt. Lediglich je einzelne Exemplare sind aus Mecklenburg-Vorpommern (Lexow) und Sachsen-Anhalt bekannt.
Das Grab befindet sich inmitten eines Feldes und wird von einer Baumgruppe umstanden.

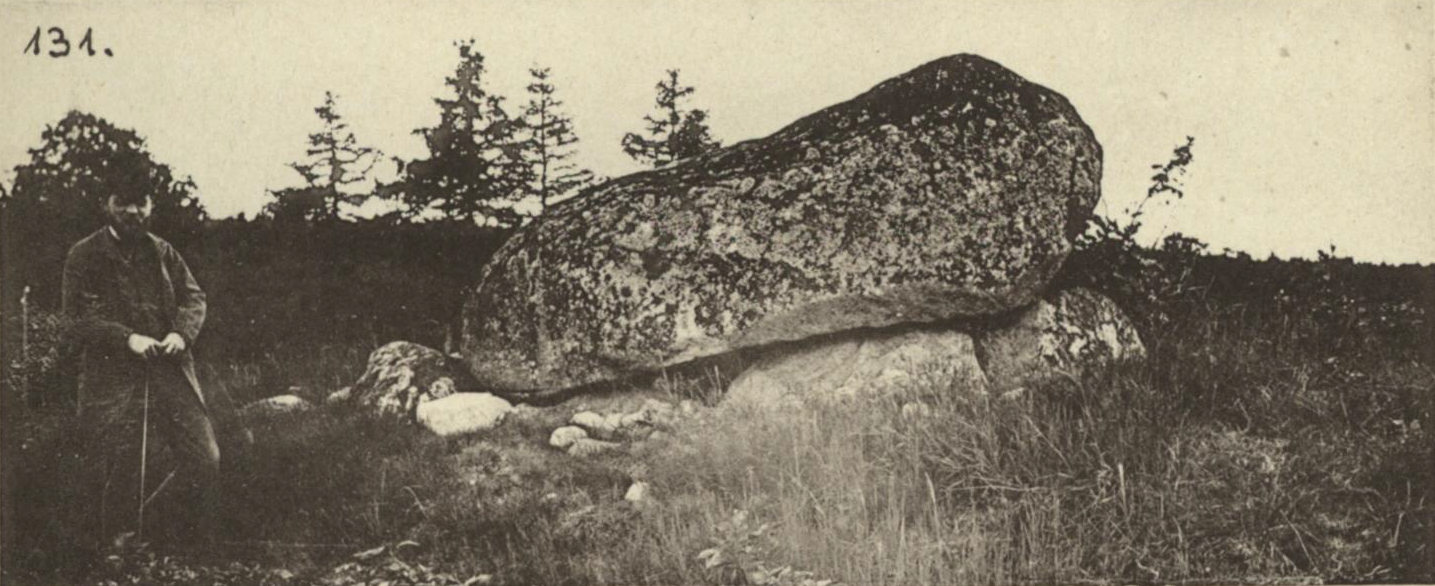
Zustand um 1890
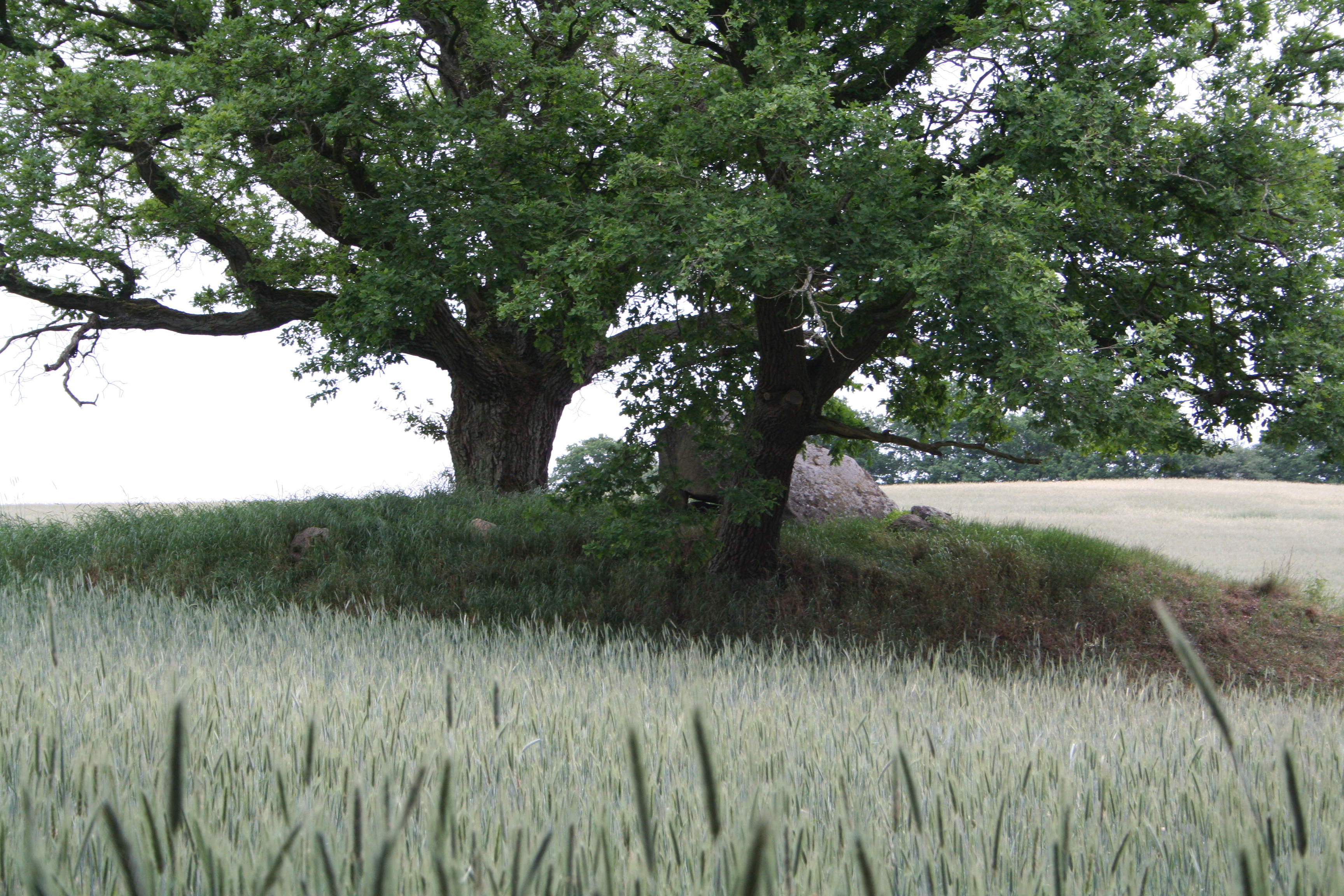
Zustand 2009
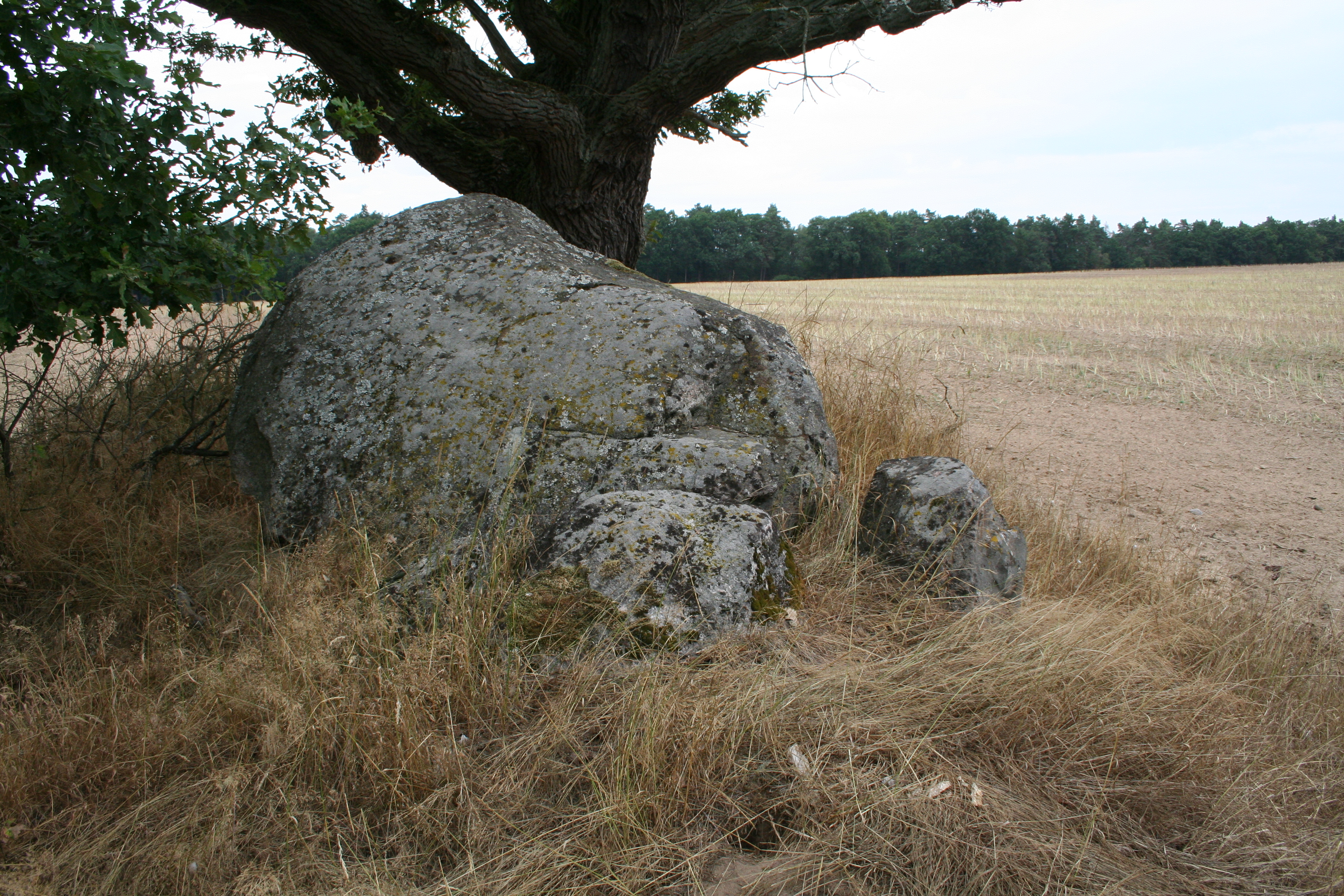
Zustand 2010
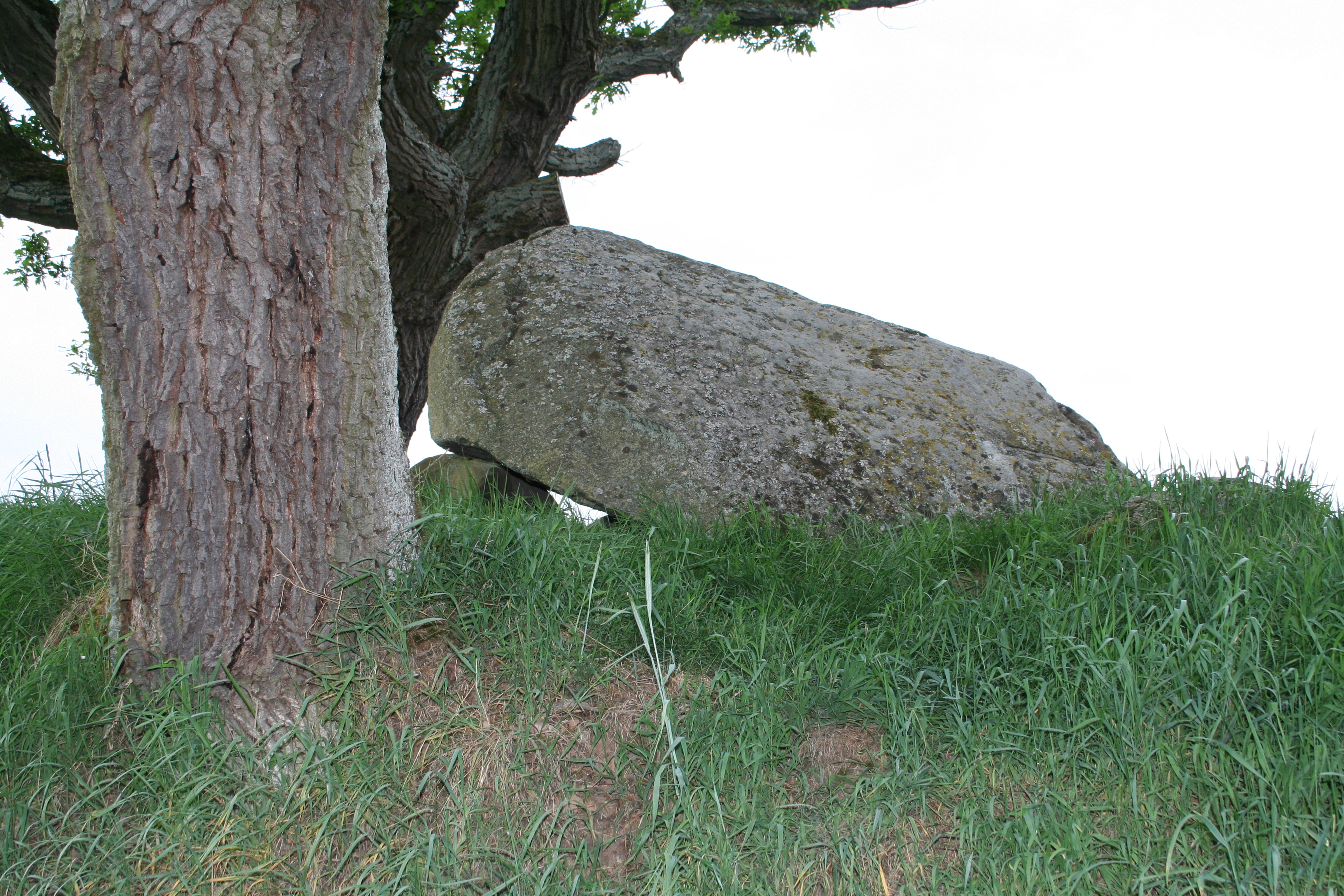
Zustand 2012
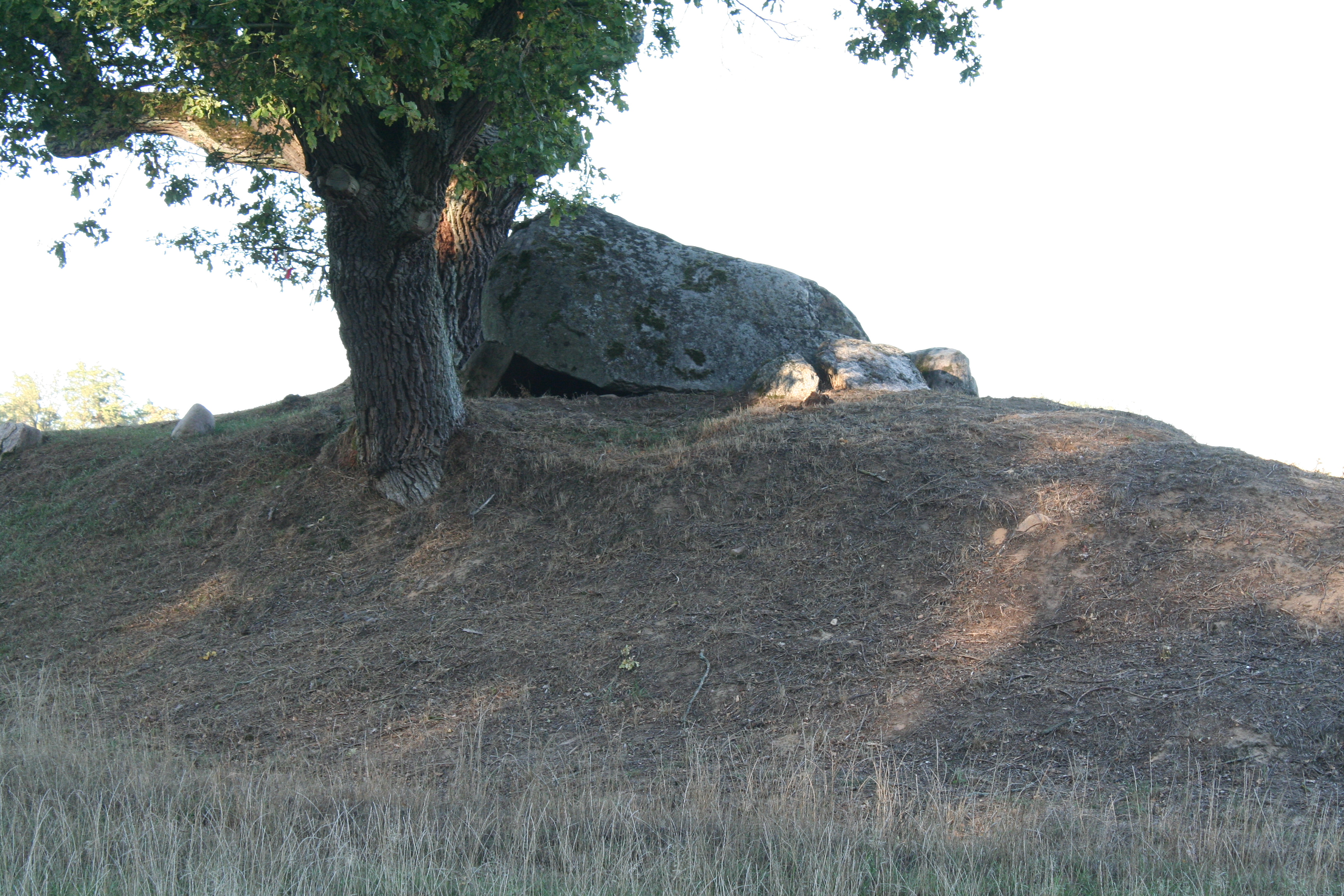
Zustand 2019

#### Grab 2

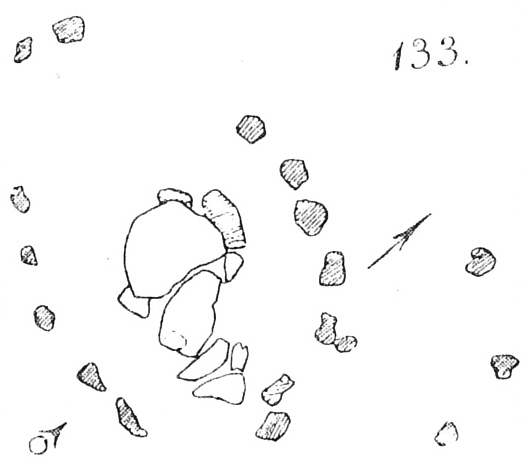
Grundriss des Grabes Lüdelsen 2 nach Krause/Schoetensack

Bei Grab 2 handelt es sich um einen Großdolmen. Es liegt an einem nach Süden abfallenden Hang und ist durch den Bau der nahe gelegenen Straße stark in Mitleidenschaft gezogen worden. Der längliche Hügel, auf dem es liegt, wurde dadurch teilweise aufgeschüttet, teilweise eingetieft. Die Einfassung weist eine Ost-West-Orientierung auf. Heute sind noch elf Randsteine vorhanden, deren Verteilung auf eine ovale Einfassung mit einer Breite von 8,5 m schließen lässt. Die ursprüngliche Länge lässt sich nicht mehr feststellen.
Das Grab ist wie die Einfassung ost-westlich orientiert und besteht heute aus zwei zerbrochenen Decksteinen und sechs Wandsteinen. Der östliche und größere der beiden Decksteine misst 2,7 m × 1,9 m × 1,1 m. Auf seiner Südseite befinden sich etwa elf Schälchen. Die Grabkammer ist durch verstürzte Decksteine stark beschädigt. Sie ist rechteckig, 1,6 m breit und mindestens 3,5 m lang. Die Bestattung ist vermutlich ausgenommen worden.

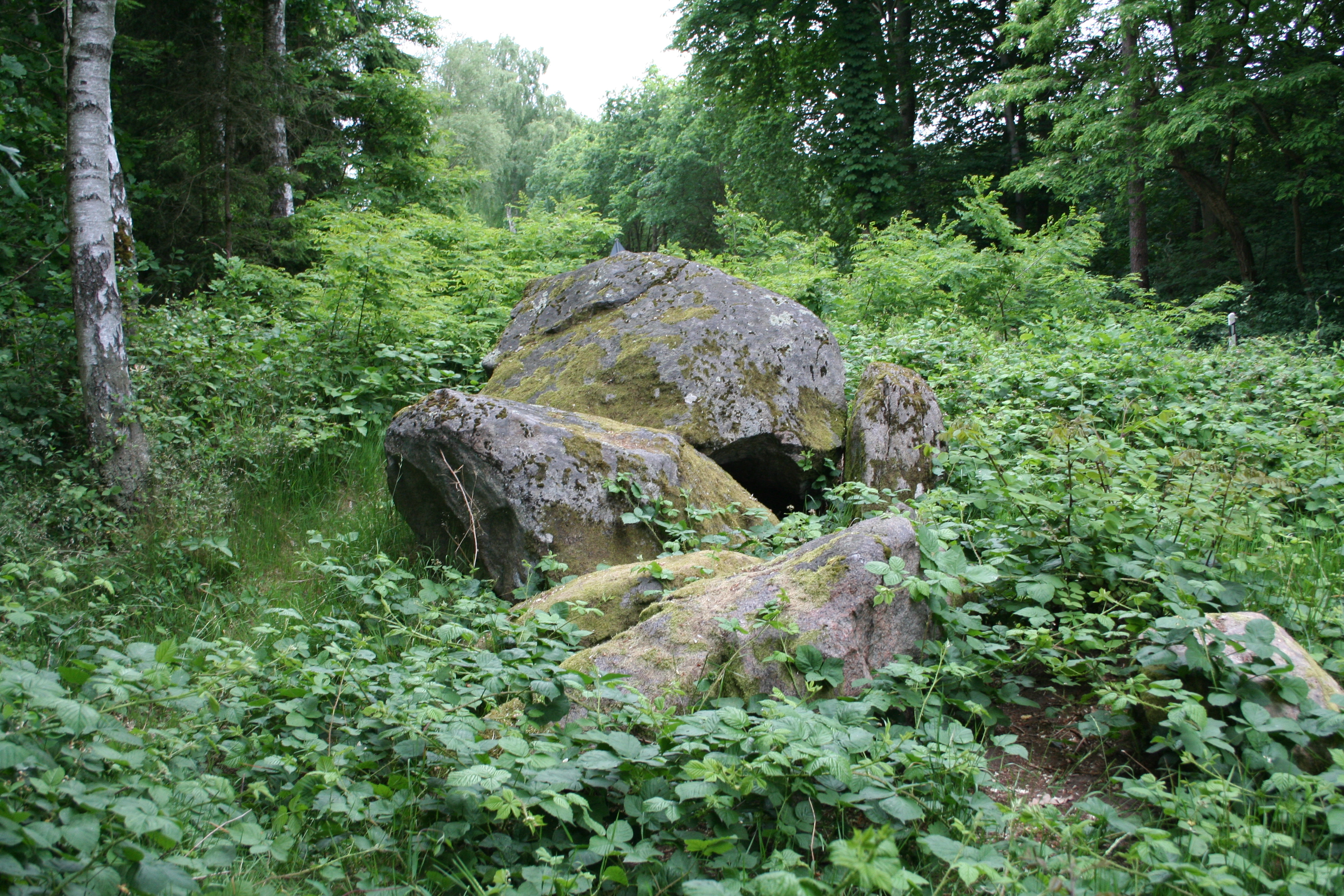
Zustand 2009
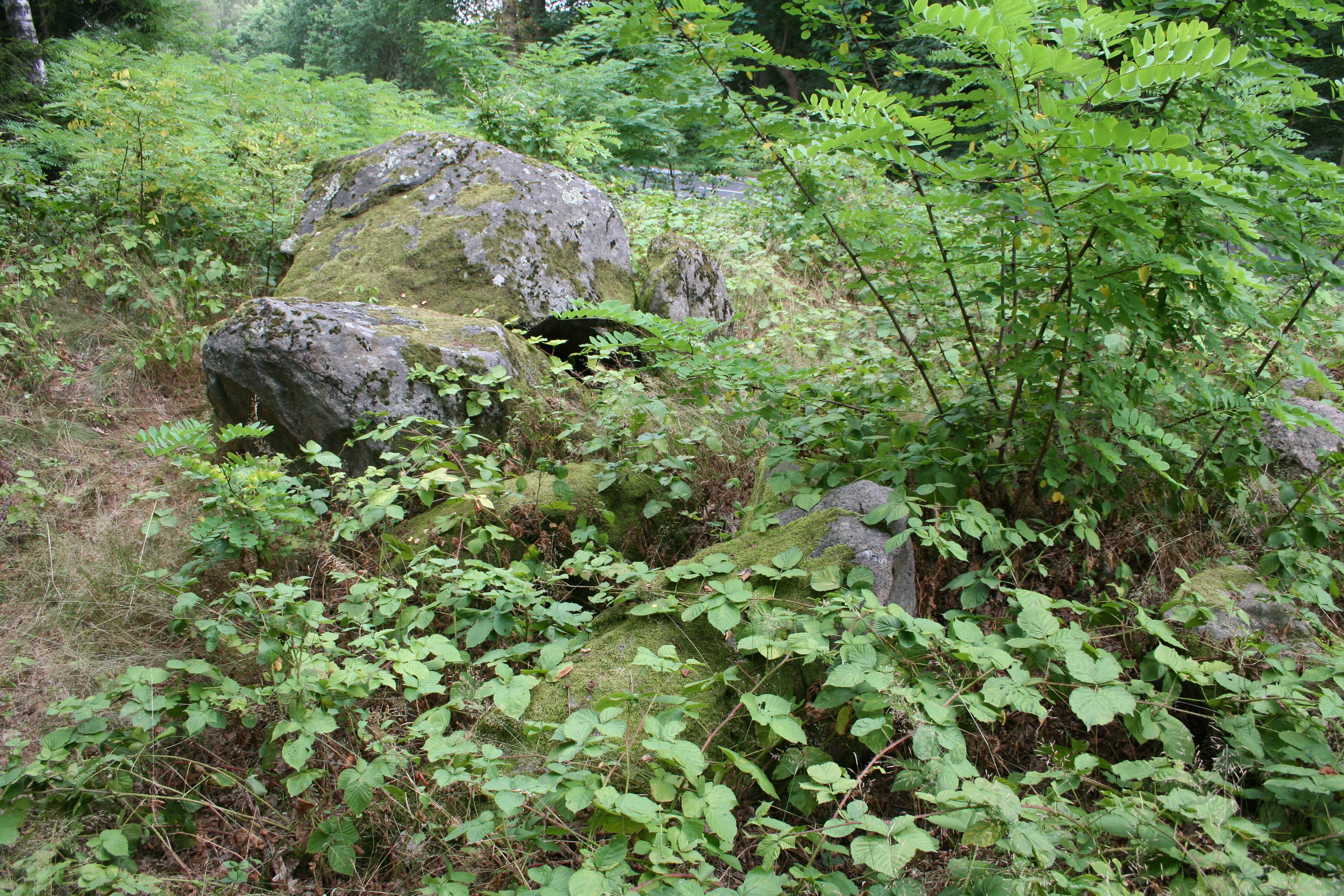
Zustand 2010
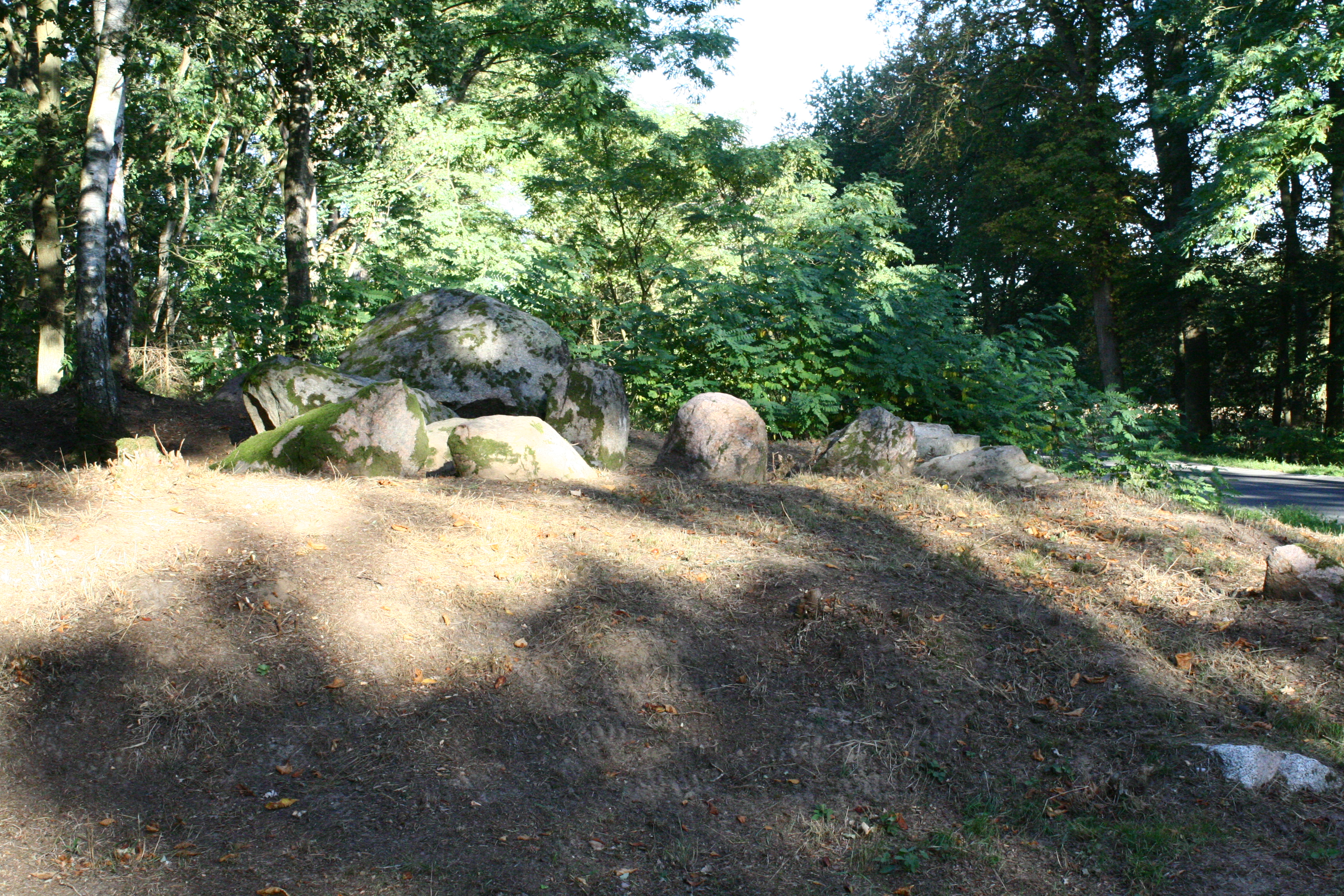
Zustand 2019

#### Grab 3

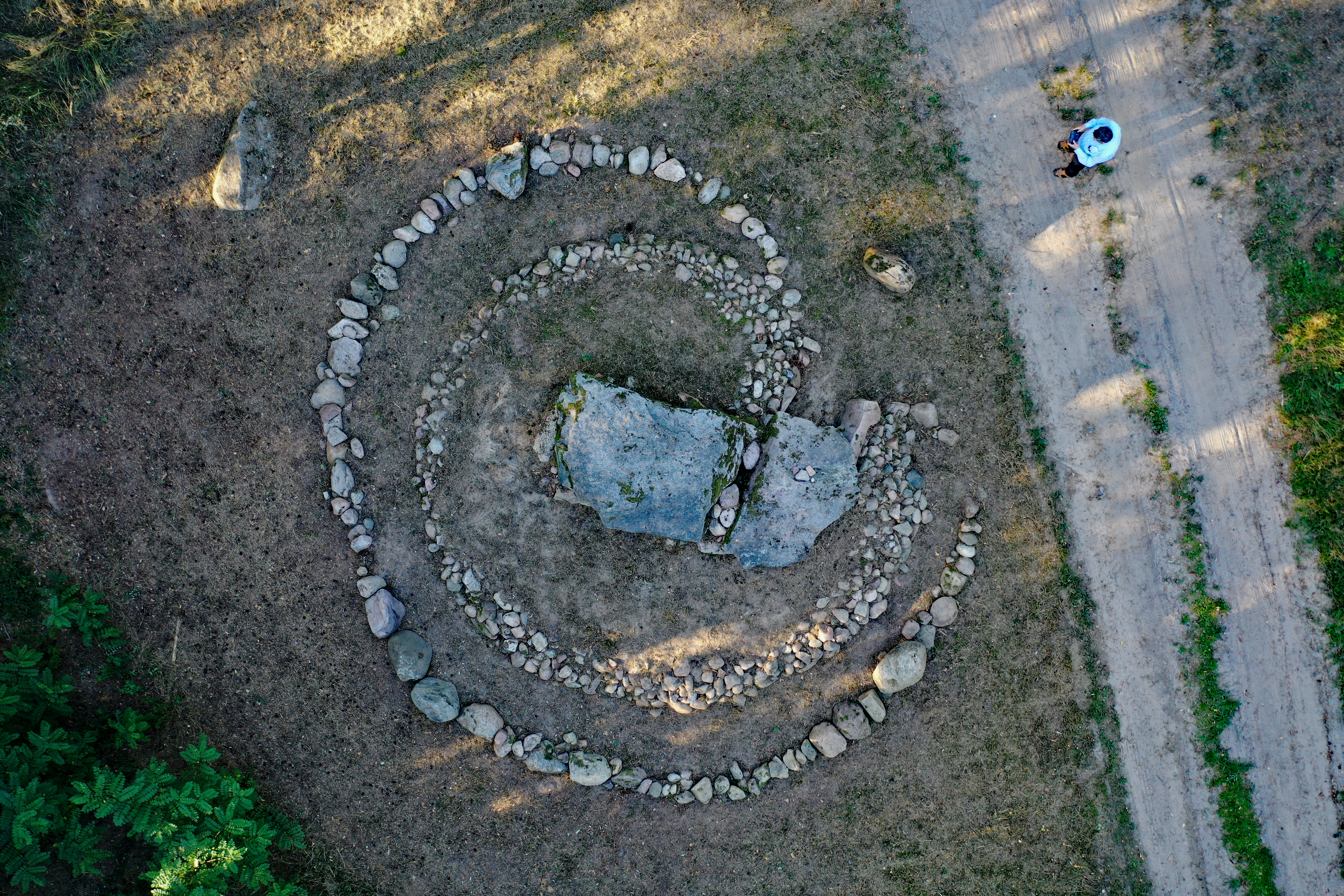
Luftbild von Grab 3

Grab 3 gehört dank der Grabung von 2007 zu den am besten erforschten Großsteingräbern der Altmark. Es gehört zum Typ der erweiterten Dolmen und liegt an einem Südhang. Vor Beginn der Grabungen waren nur zwei Deck- und zwei Wandsteine sowie die Hügelschüttung von etwa 10 m Durchmesser erkennbar. Das Grab ist westnordwest-ostsüdöstlich orientiert.
Die Ausgrabung ergab, dass die Hügelschüttung in zwei Phasen erfolgte. Der Durchmesser der zweiten, größeren Hügelschüttung konnte auf etwa 30 m bestimmt werden. Ebenso konnten Einfassungen ausgemacht werden, welche aus mindestens zwei Steinkreisen bestehen. Die innere konnte eindeutig rekonstruiert werden. Sie besteht aus 10–40 cm großen Feldsteinen, die in zwei bis drei Lagen übereinander gelegt worden waren. Die innere Hügelschüttung endet am Steinkreis. Eine äußere Reihe aus größeren Steinen ist nur teilweise erhalten. Ihre ursprüngliche Form ist unklar.
Im Bereich der Kammer traten bei der Ausgrabung weitere Tragsteine zu Tage. Die Kammer misst außen 4,2 m × 2,6 m und besteht aus sieben Tragsteinen, auf denen zwei Decksteine ruhen. Zwei weitere Tragsteine im Osten bilden den Zugang, der nach Norden abknickt.
In der Grabkammer wurde zerscherbte Keramik und Feuersteinartefakte gefunden, die zu unterschiedlichen Kulturen gehören und auf einen langen Nutzungszeitraum schließen lassen. Vertreten sind die Trichterbecherkultur (4200–2800 v. Chr.), die Kugelamphorenkultur (3100–2700 v. Chr.) und die Einzelgrabkultur (2800–2100 v. Chr.). Eine der Nachbestattungen könnte der Schnurkeramik (2800–2200 v. Chr.) zuzuordnen sein. Keramikfunde vor der Kammer belegen eine Nutzung der Anlage bis in die Eisenzeit.

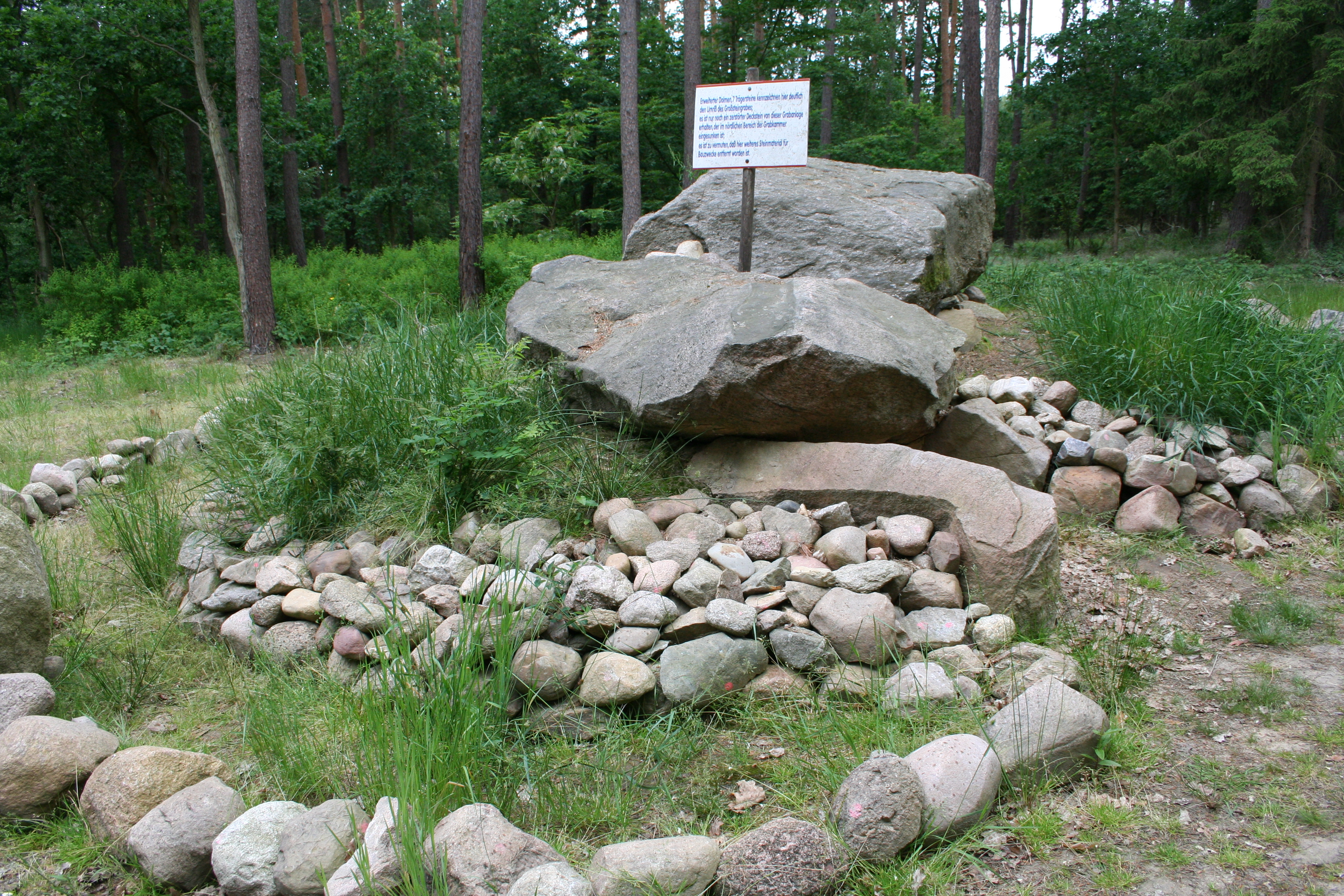
Zustand 2009
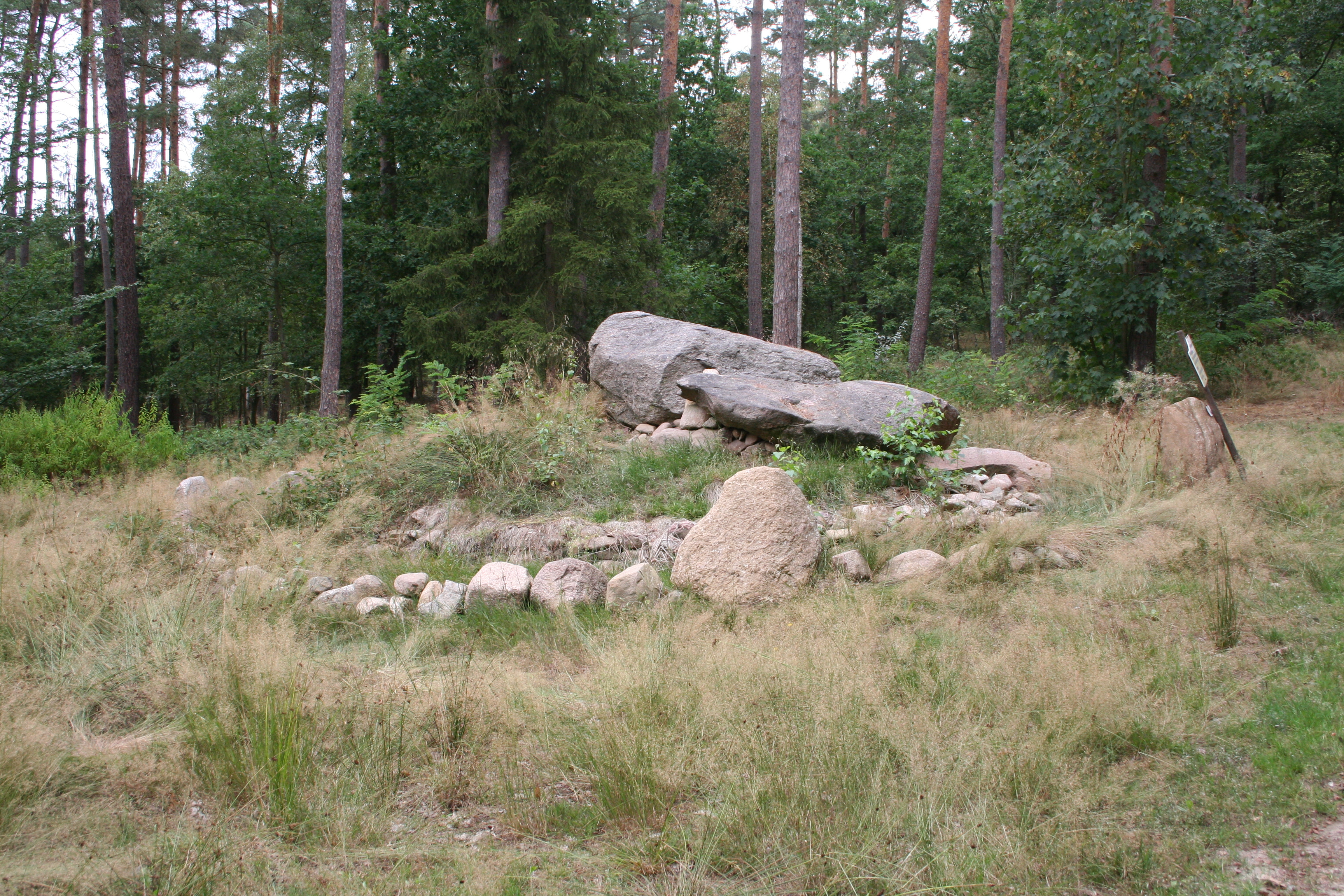
Zustand 2010
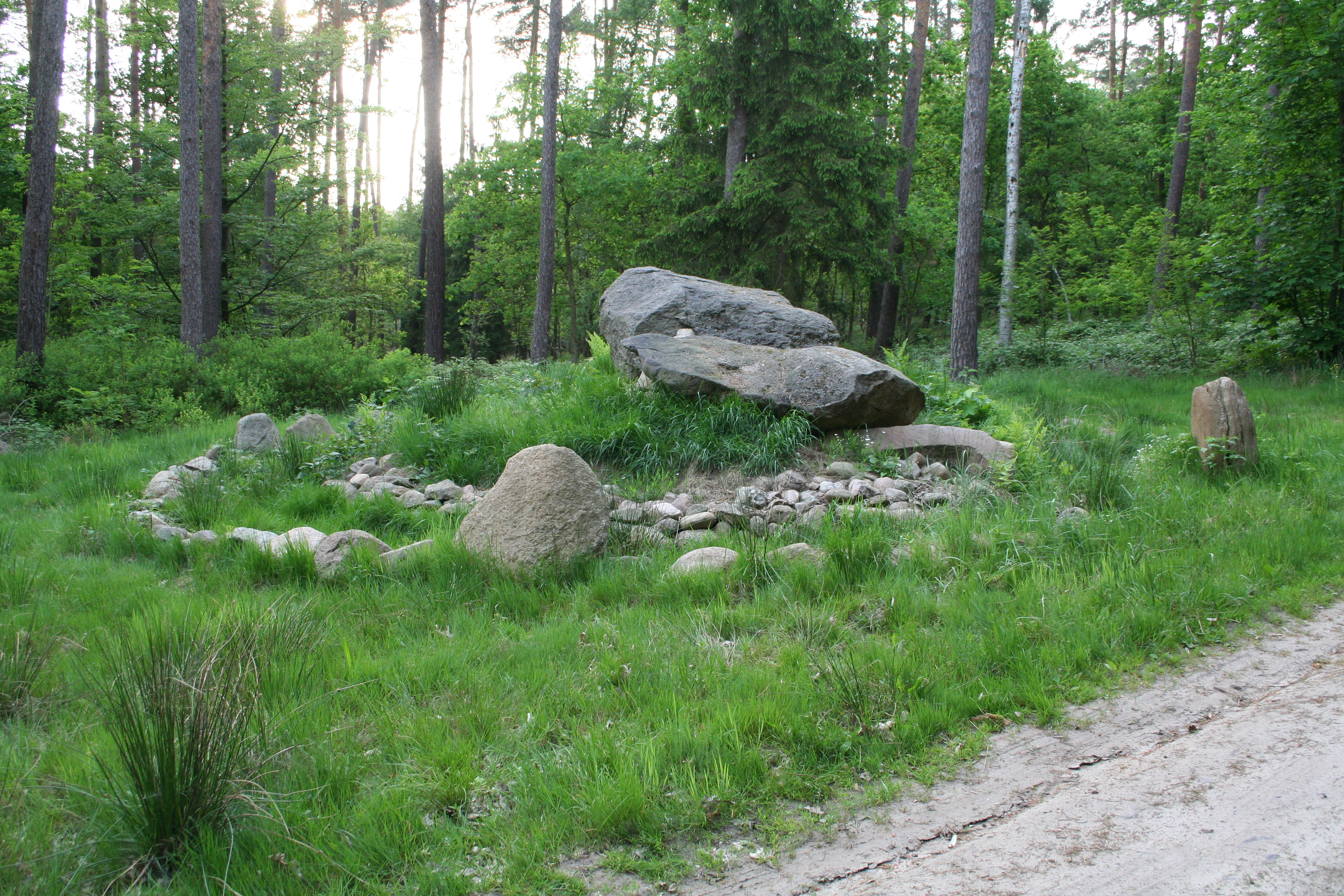
Zustand 2012
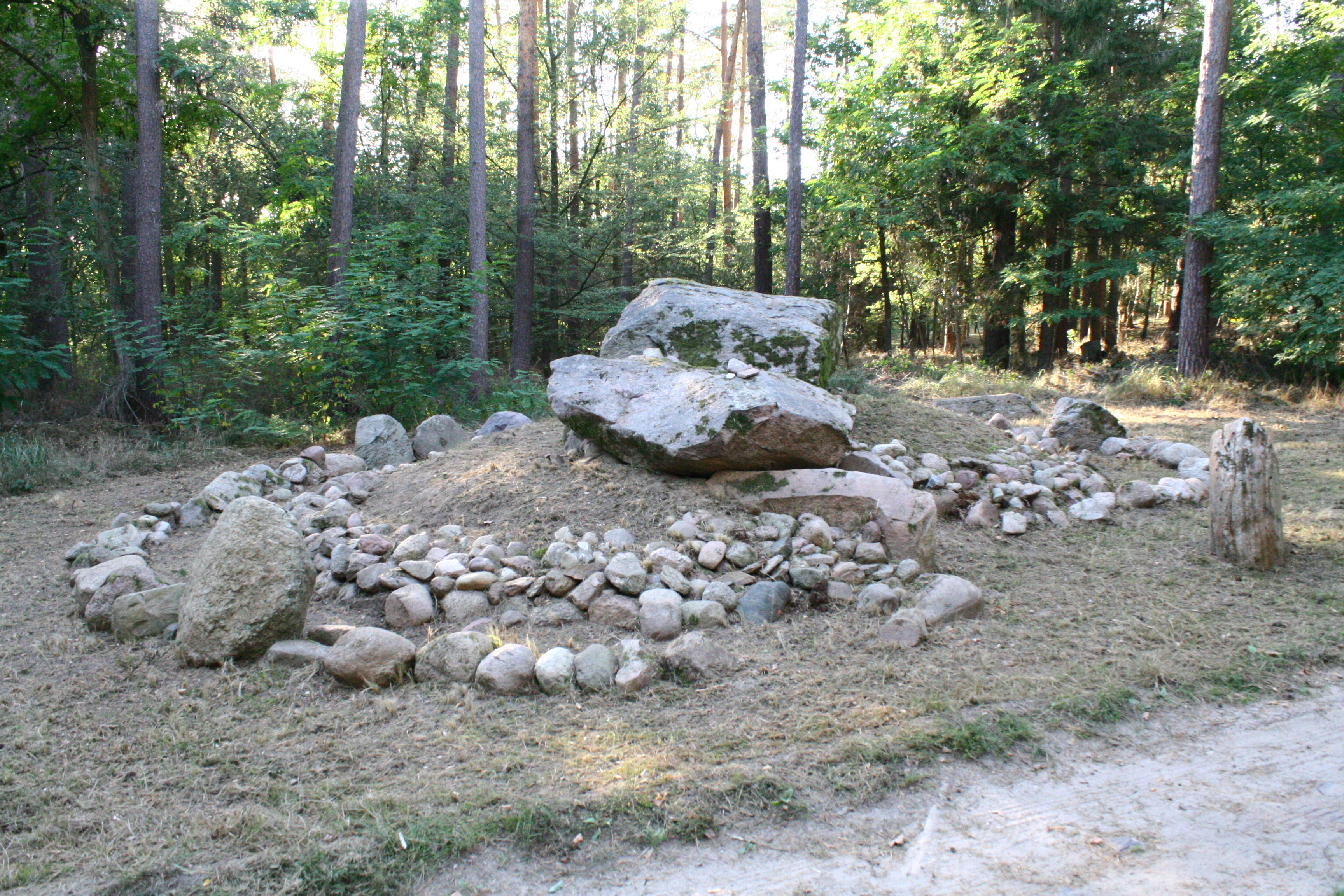
Zustand 2019

#### Grab 4

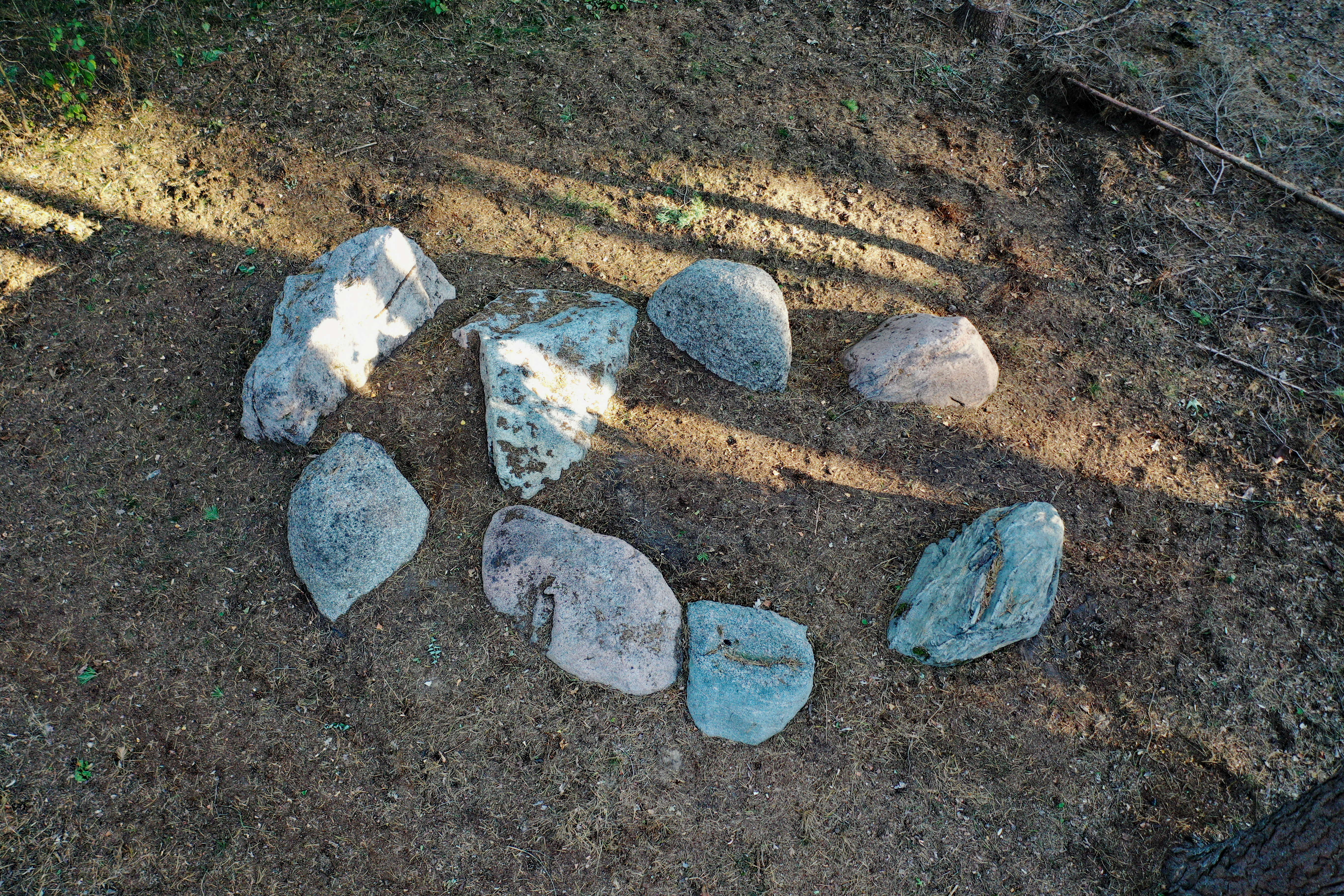
Luftbild von Grab 4

Grab 4 ist ein Großdolmen und liegt an einem leichten Südhang. Weder ein Hügel noch eine Grabeinfassung sind erkennbar. Das Grab bestand ursprünglich aus acht Wand- und drei Decksteinen. Ein Wand- und zwei Decksteine sind heute nicht mehr vorhanden. Die Grabkammer ist ost-westlich orientiert, rechteckig oder trapezförmig und besitzt die Innenmaße 3,3 m × 1,4 m. Der noch vorhandene Deckstein misst 1,8 m × 1,1 m. Der nordwestliche Wandstein besitzt eine auffällige, tiefe Rinne, die aber wohl natürlich entstanden ist.

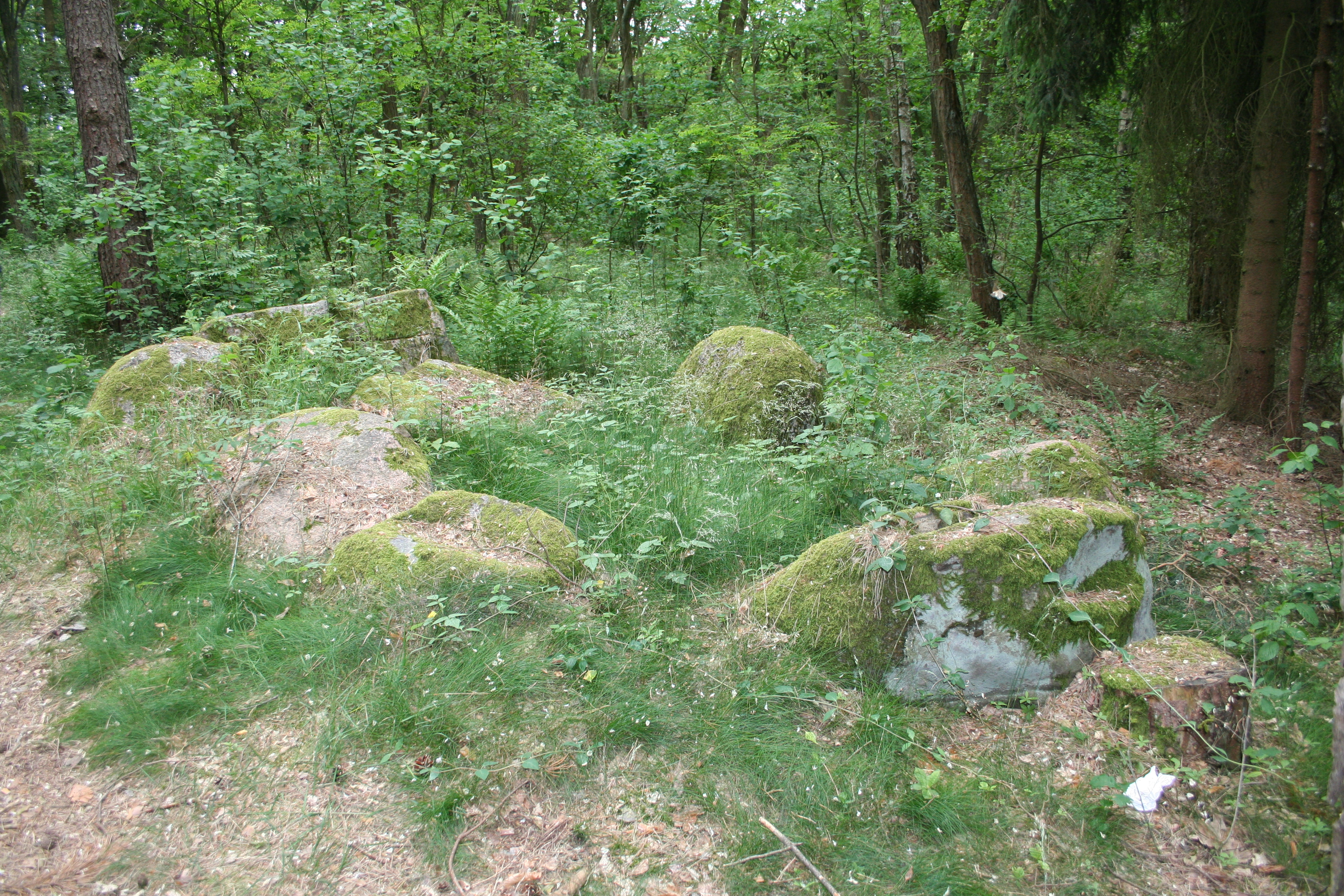
Zustand 2009
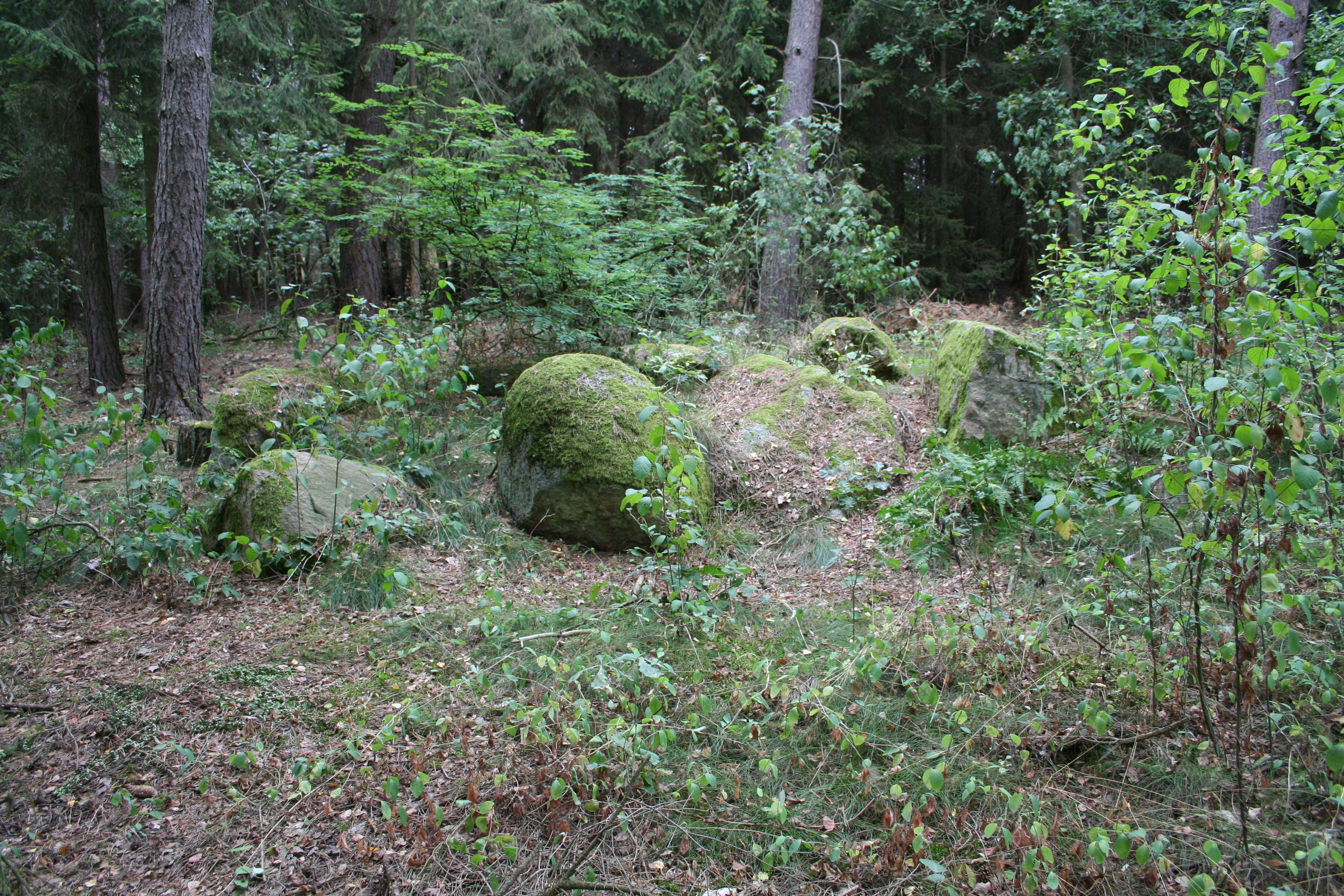
Zustand 2010
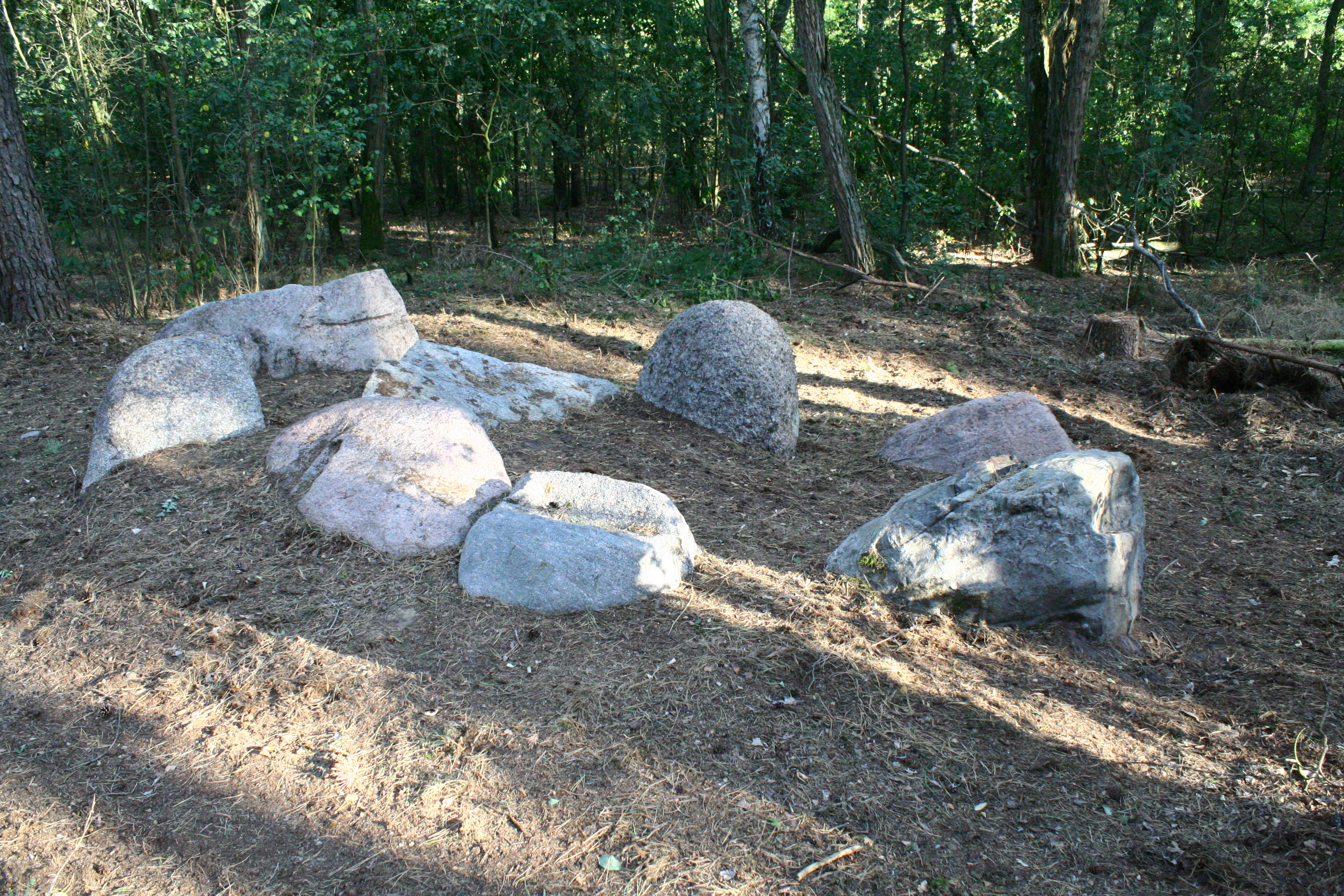
Zustand 2019

#### Grab 5

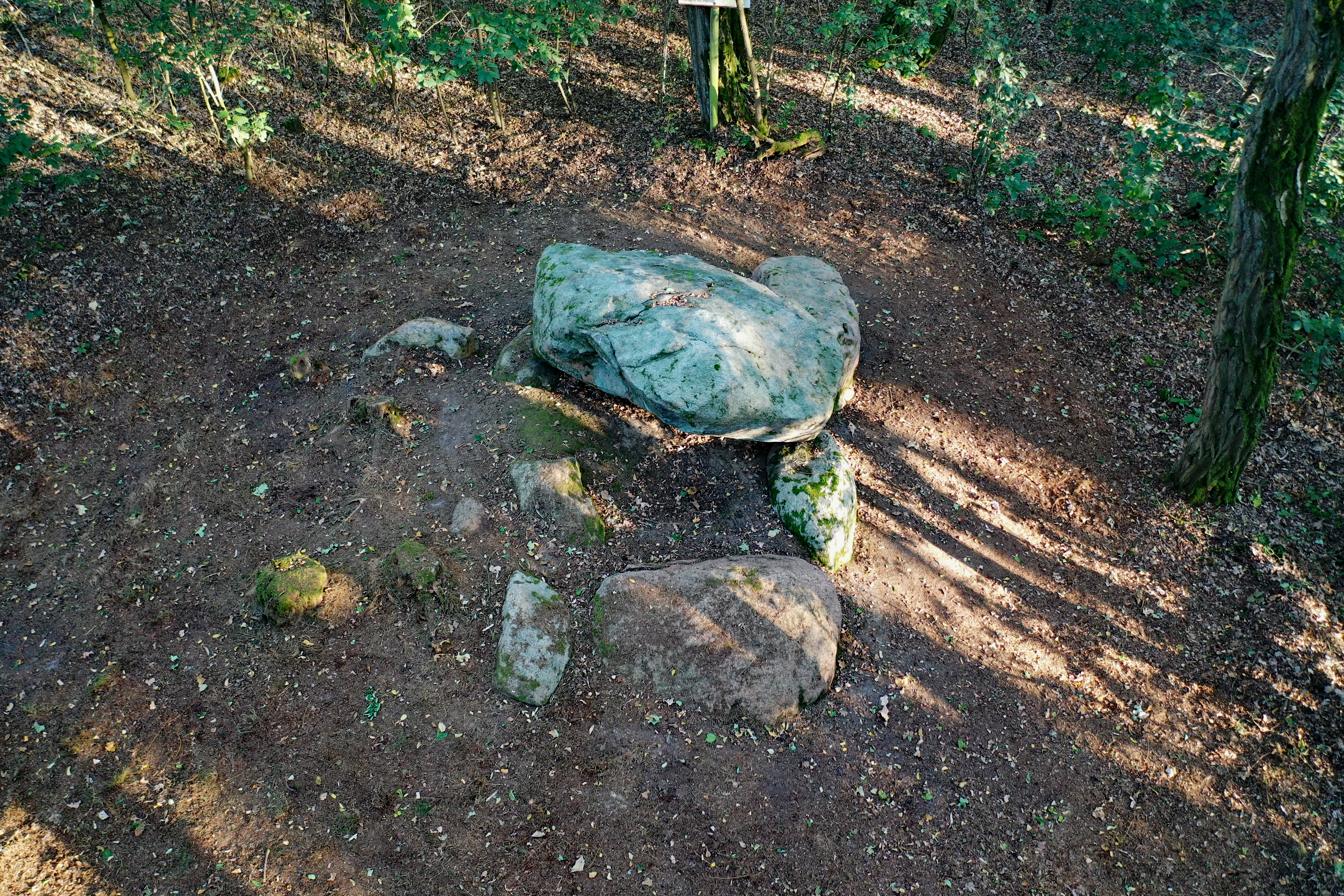
Luftbild von Grab 5

Auch bei Grab 5 handelt es sich um einen Großdolmen. Wie Grab 4 liegt es an einem leichten Südhang. Der Grabhügel ist nordwest-südöstlich orientiert, stark erodiert und erreicht noch eine maximale Höhe von etwa 0,6 m. Eine Umfassung lässt sich nicht eindeutig nachweisen, ein in der Nähe des Grabes befindlicher Stein könnte aber auf ihre einstige Existenz hindeuten. Das Grab bestand ursprünglich aus acht Wand- und drei Decksteinen. Zwei Wand- und zwei Decksteine sind nicht mehr vorhanden. Die Grabkammer ist nordwest-südöstlich orientiert, rechteckig und besitzt die Innenmaße 2,5 m × 1,4 m. Der noch erhaltene Deckstein misst 2,2 m × 1,5 m × 0,8 m und besitzt auf seiner Oberfläche neben natürlichen Vertiefungen mindestens drei künstliche Schälchen.

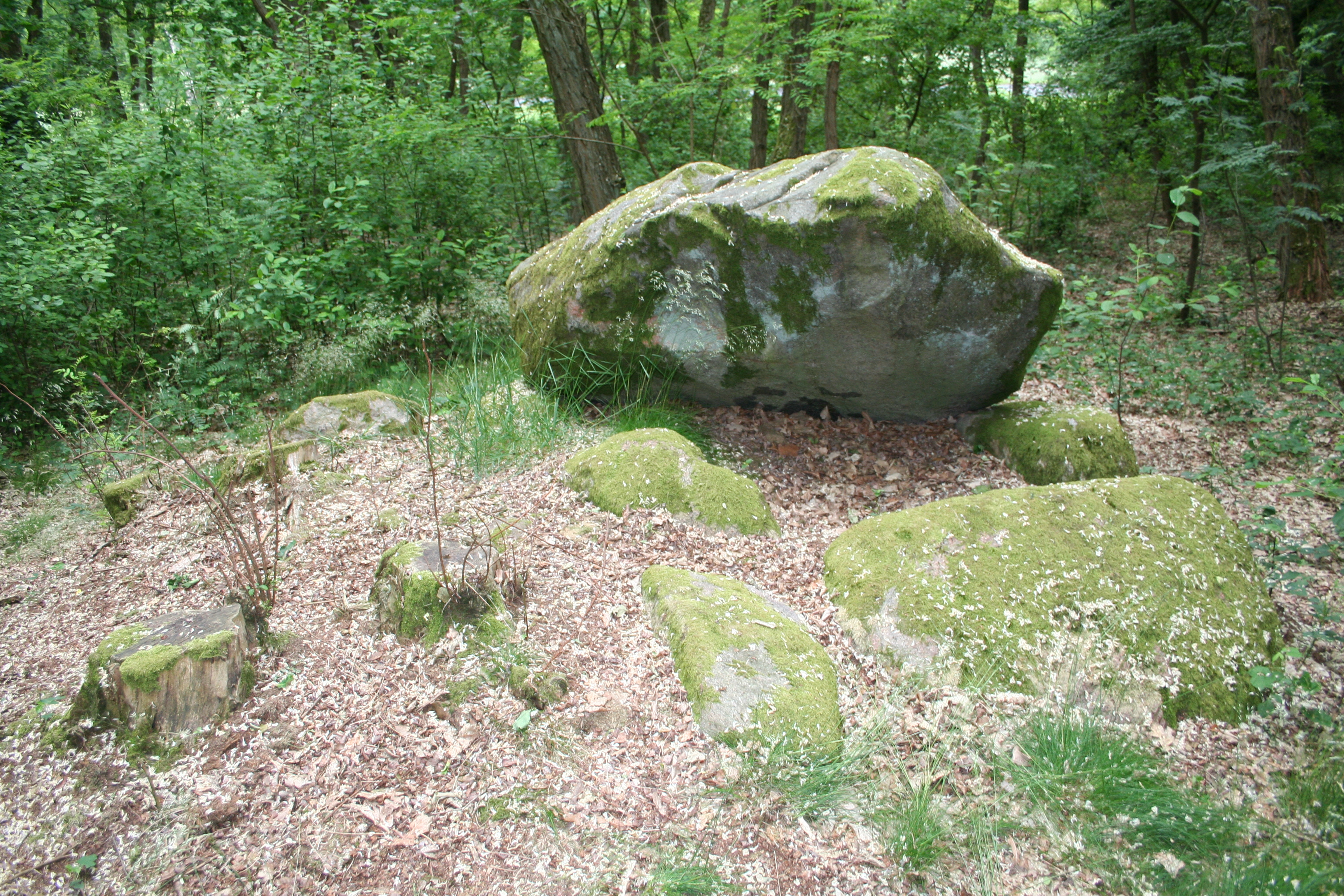
Zustand 2009
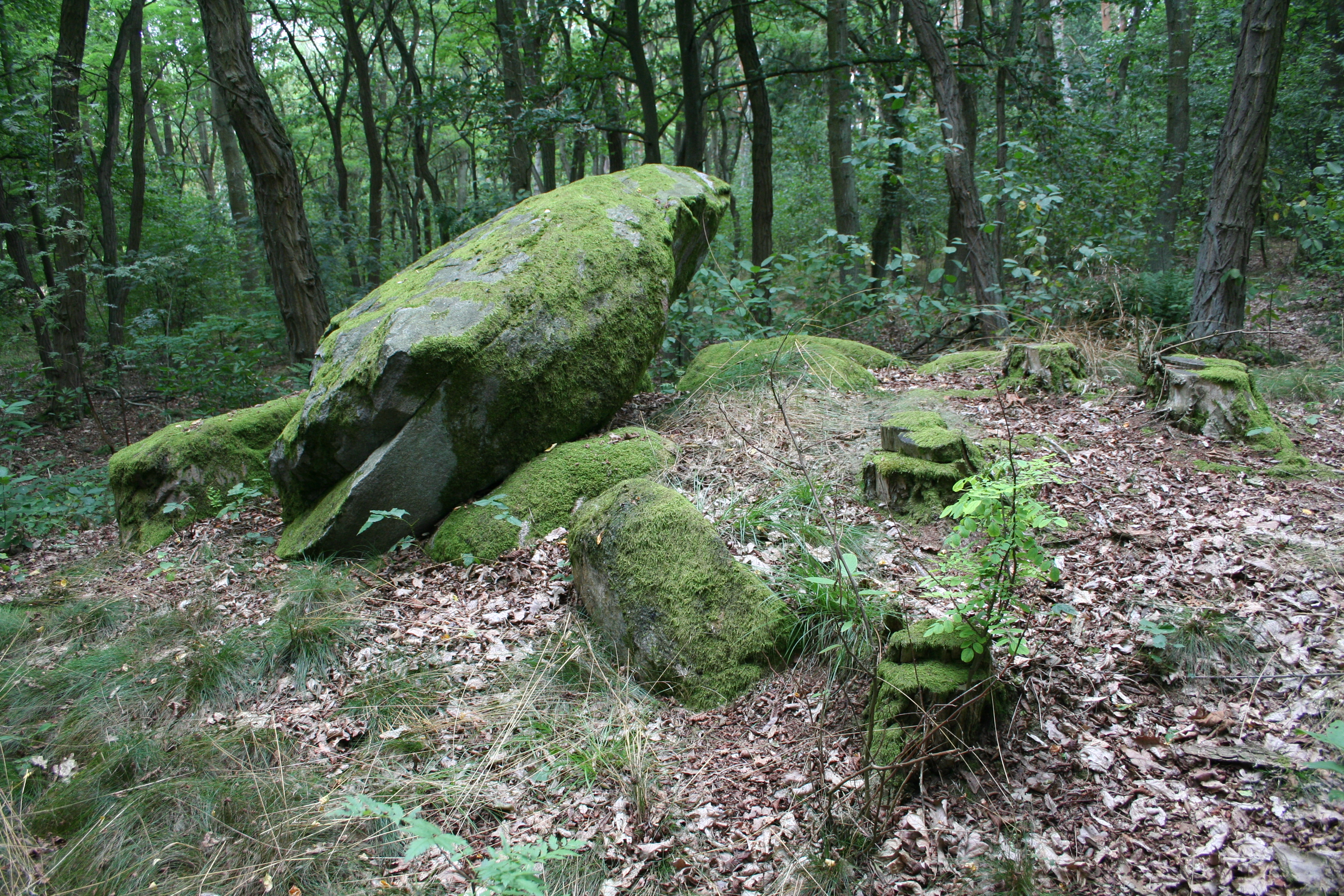
Zustand 2010
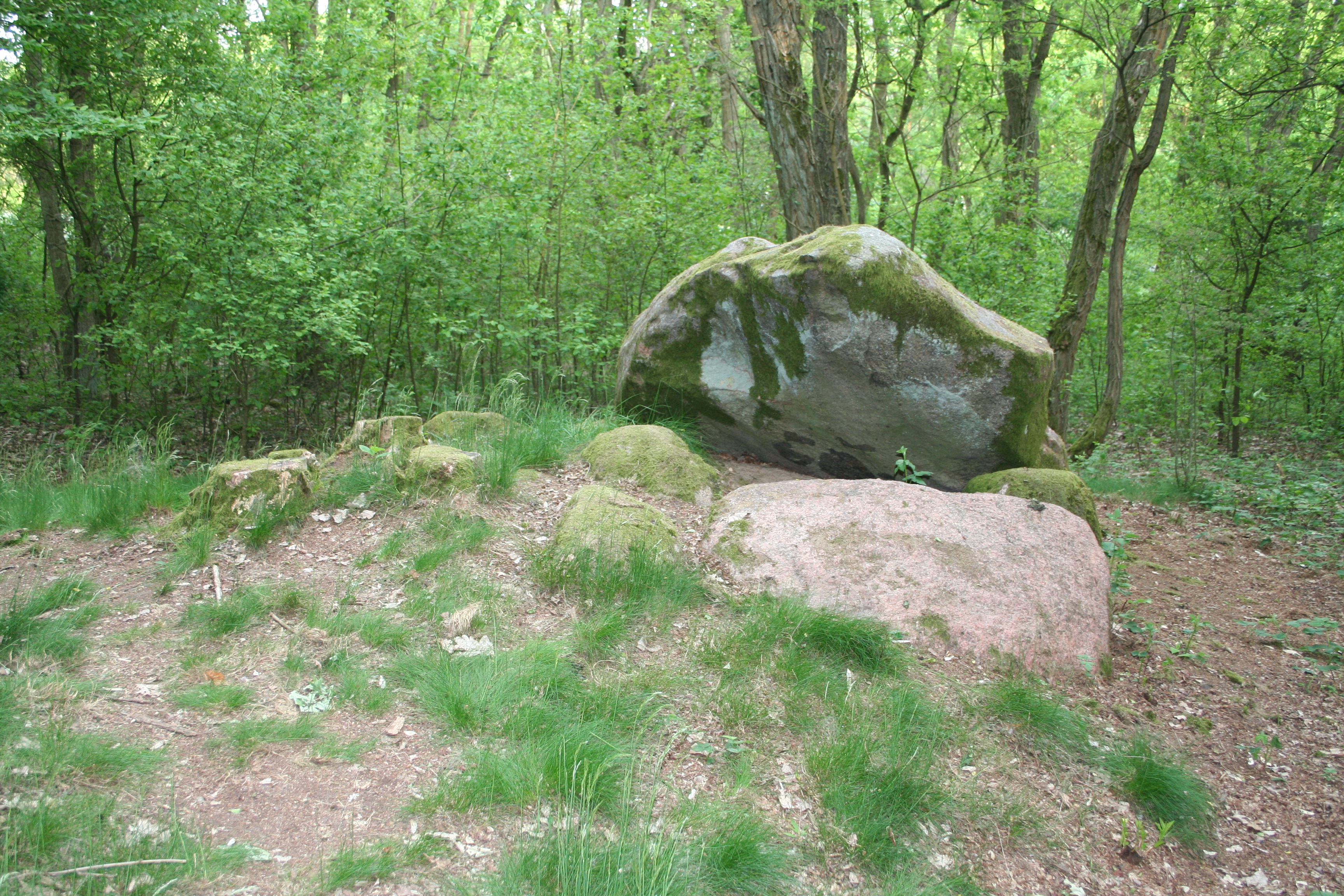
Zustand 2012
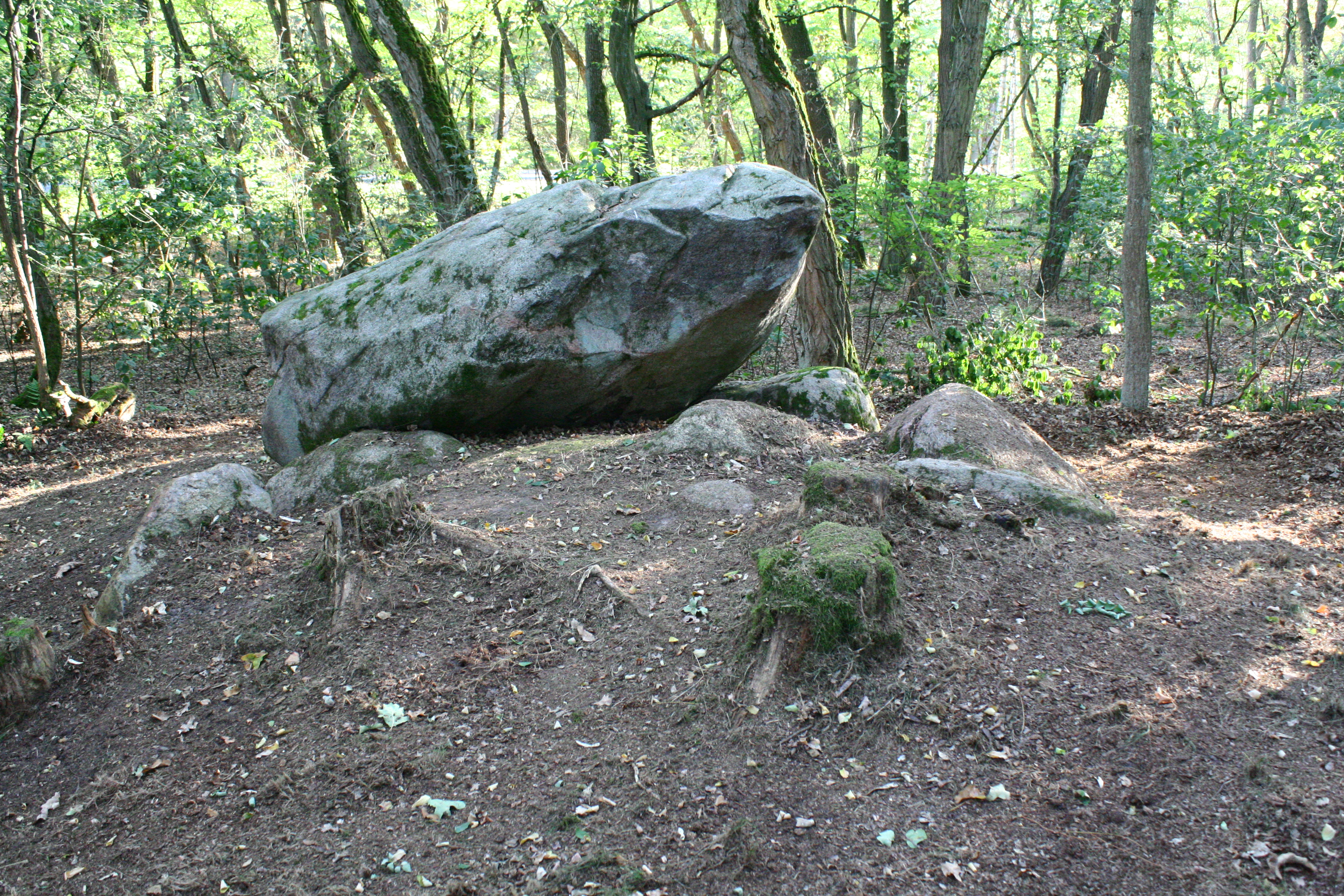
Zustand 2019

#### Grab 6 („Königsgrab“)

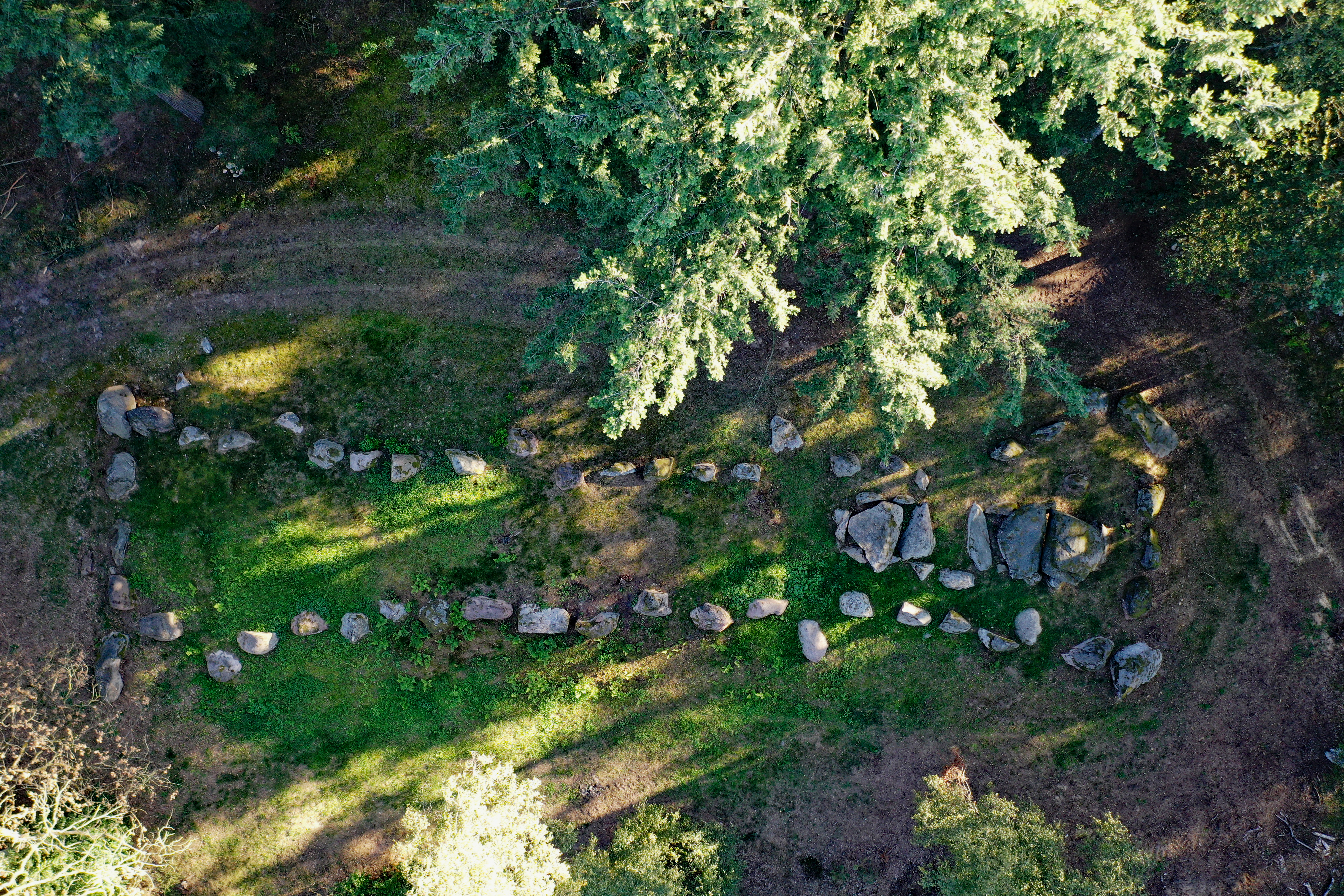
Luftbild von Grab 6

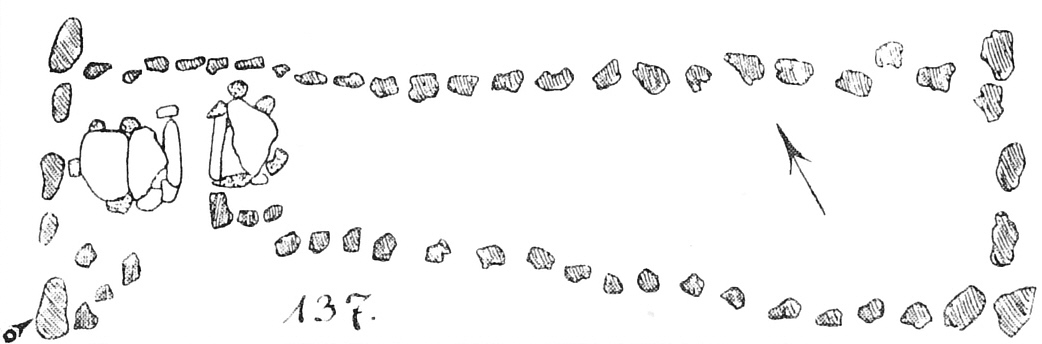
Grundriss des Grabes Lüdelsen 6 nach Krause/Schoetensack

Grab 6 ist das größte Grab in Lüdelsen und gehört zu den größten und besterhaltenen Großsteingräbern der Altmark, weshalb es im Volksmund als „Königsgrab“ bezeichnet wird. Es gehört zum Typ der Ganggräber. Die gesamte Anlage ist ost-westlich orientiert. Die Umfassung ist trapezförmig und bestand ursprünglich aus etwa 60 Steinen, von denen sich noch 50 erhalten haben. Sie hat eine Gesamtlänge von 35,1 m und eine Breite zwischen 5,8 m und 8,5 m. In der Mitte ist sie eingeschnürt. Die Einfassung besitzt vier Ecksteine (sogenannte „Wächtersteine“), die beiden westlichen befinden sich vor der Einfassung. Drei von ihnen und fünf weitere Steine sind umgekippt. Alle Einfassungssteine sind außergewöhnlich groß. So messen bspw. die östlichen Wächter 2,5 m × 0,9 m und 2,0 m × 1,7 m × 1,0 m sowie der südwestliche Wächter 2,7 m × 1,6 m.
Der längliche Grabhügel befindet sich innerhalb der Einfassung und erreicht in seinem östlichen Teil eine maximale Höhe von 1,7 m, während er in der Mitte 1,2 m erreicht. Die rechteckige Grabkammer weist die Innenmaße von 7,9 m × 1,7 m und eine Höhe von 1,1 m auf. Sie ist umgeben von 15 Wandsteinen, ein weiterer ist nicht erhalten. Alle fünf Decksteine sind vorhanden, zwei mittlere sind allerdings verstürzt. Der größte Deckstein misst 2,2 m × 1,9 m × 0,8 m. An der Südseite der Grabkammer befand sich wahrscheinlich der Zugang. Dieser ist allerdings nur dadurch erkennbar, dass sich an dieser Stelle sowohl zwischen den Wandsteinen als auch zwischen den Einfassungssteinen eine Lücke befindet.
Grab 6 war zwischen 2009 und 2010 Gegenstand von Ausgrabungen seitens der Christian-Albrechts-Universität Kiel.

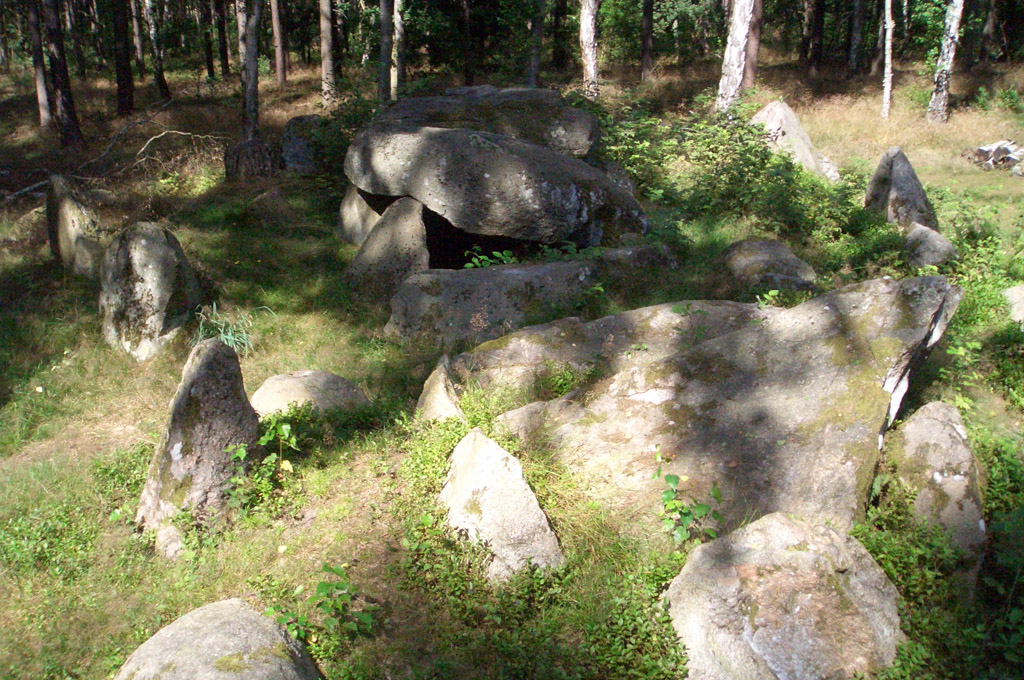
Zustand 2005
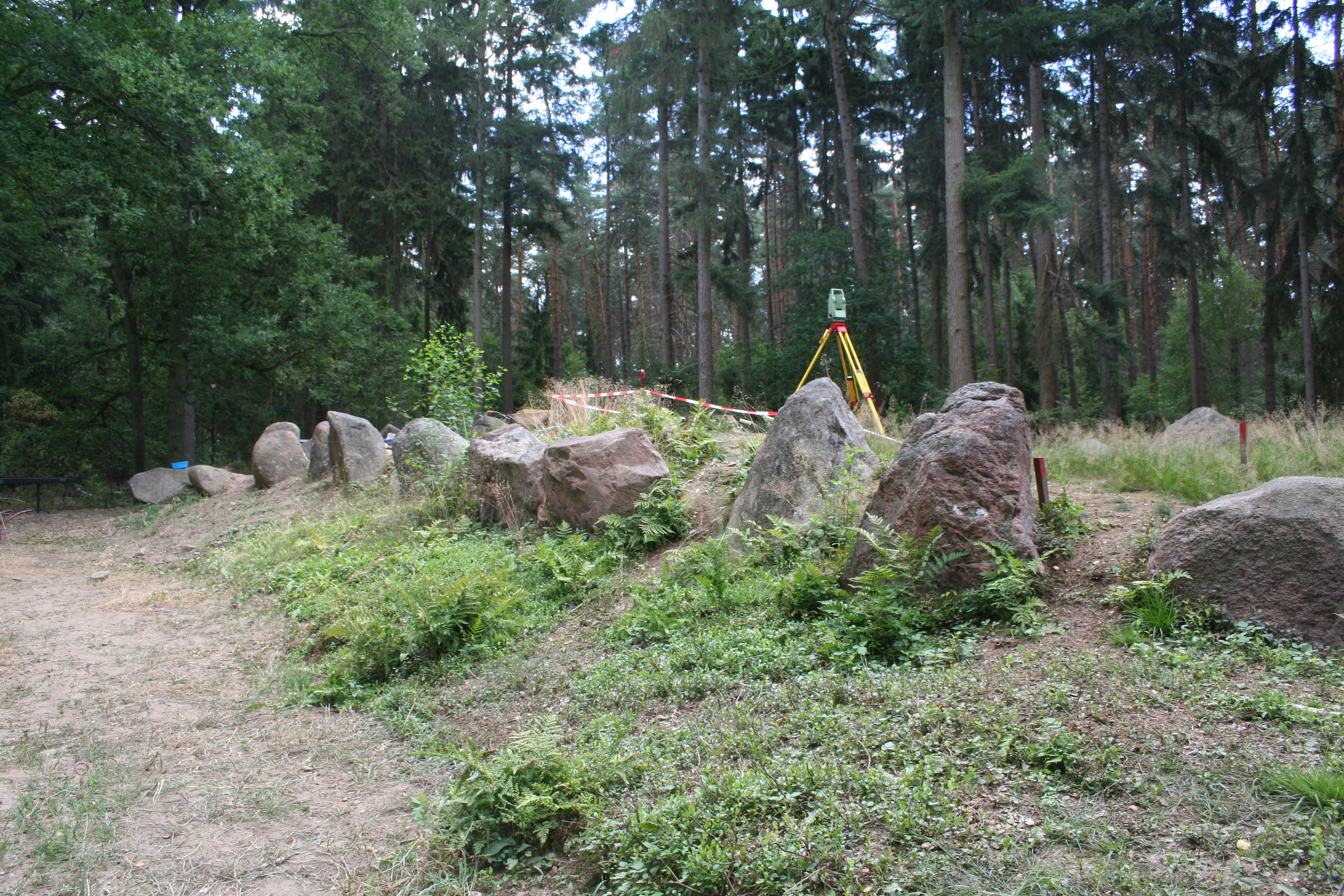
Zustand 2010
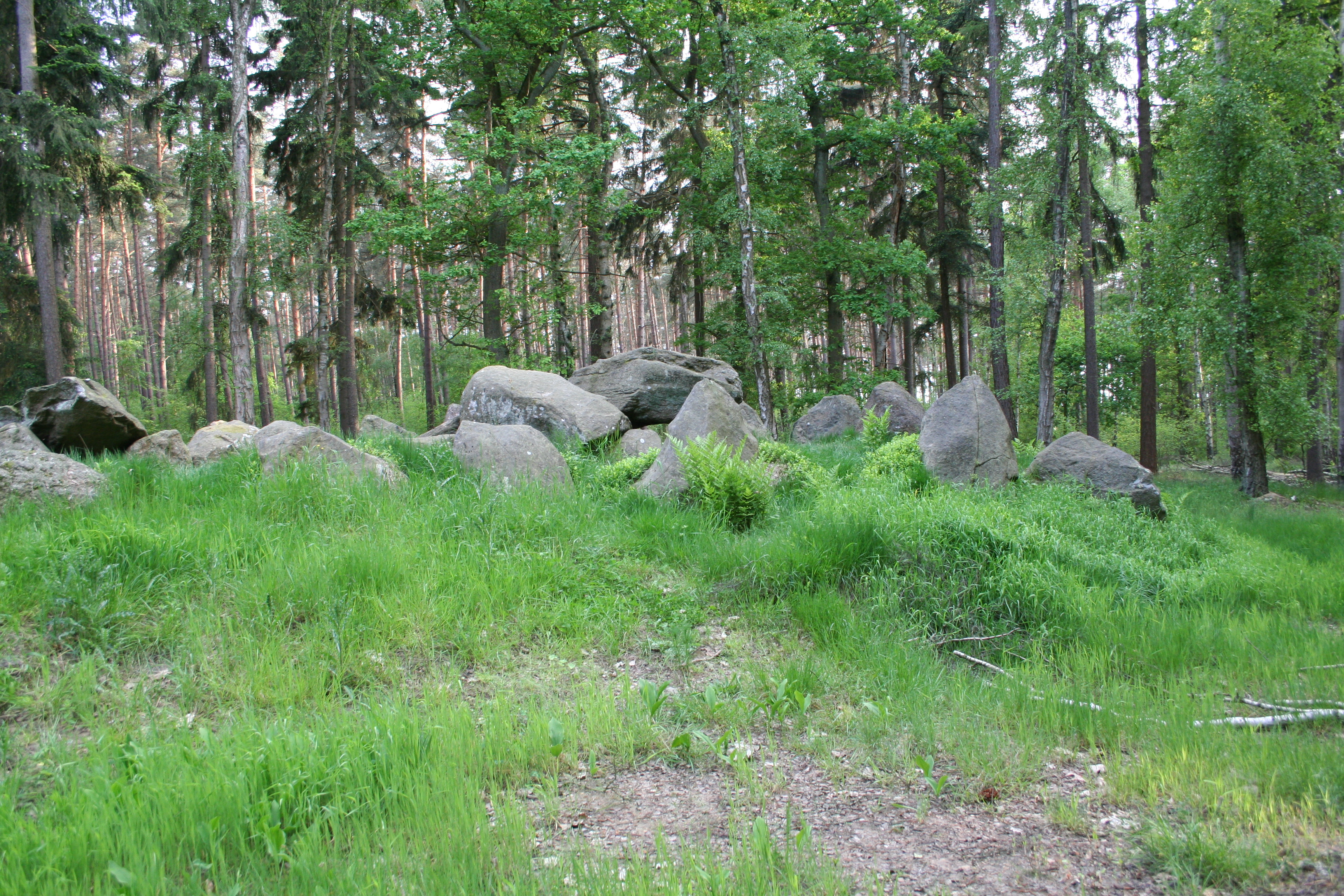
Zustand 2012
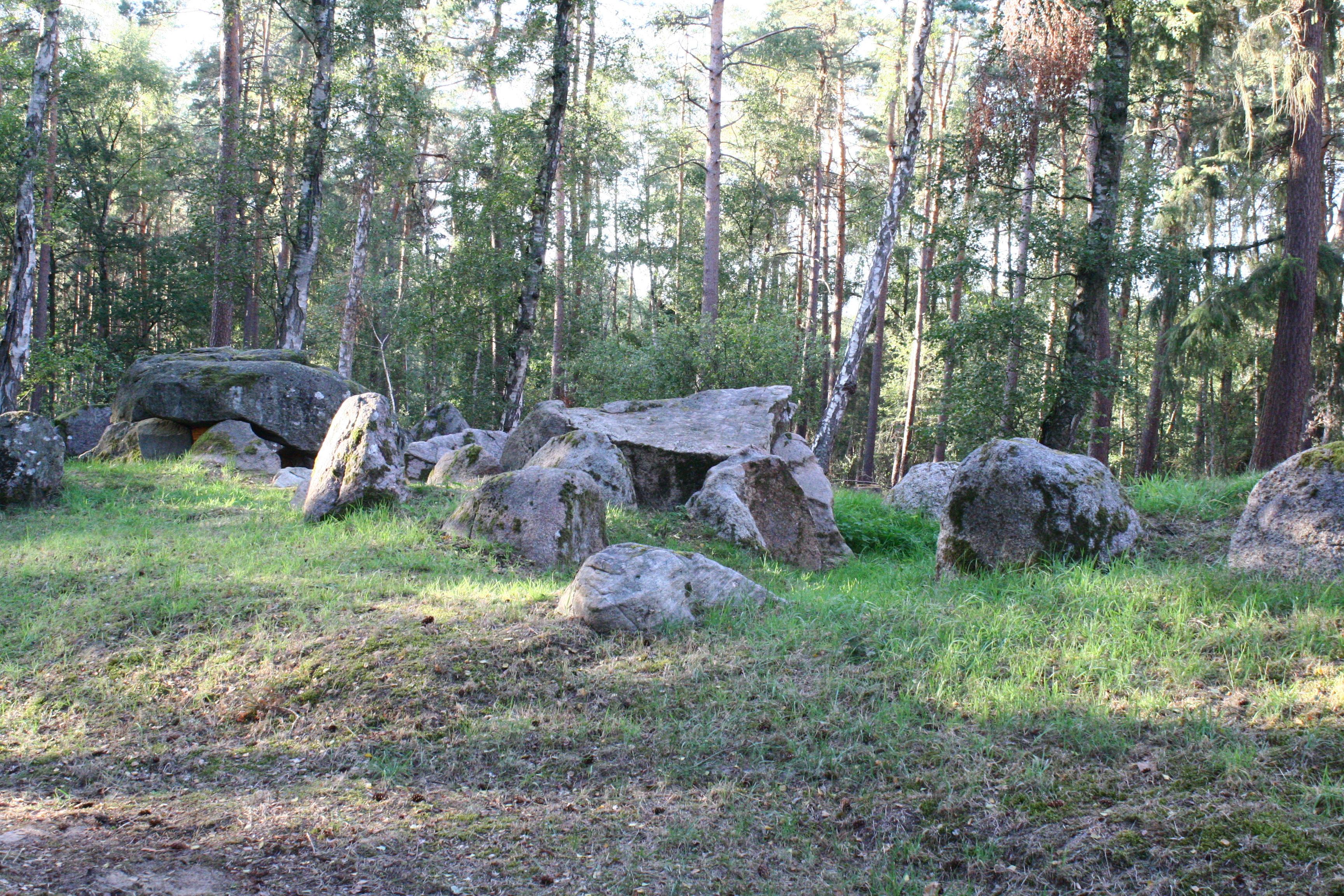
Zustand 2019

### Zerstörte Gräber

#### Grab KS 135
Grab KS 135 war vermutlich ein erweiterter Dolmen. Die Grabkammer hatte eine Länge von etwa 3,1 m und eine Breite von etwa 1,9 m.

#### Grab KS 136
Bei Grab KS 136 handelt es sich wahrscheinlich ebenfalls um einen erweiterten Dolmen. Die Ausmaße der Grabkammer waren wohl identisch mit denen von KS 135.